# Expulsion des congrégations (1880)
Vous lisez un « article de qualité » labellisé en 2020.

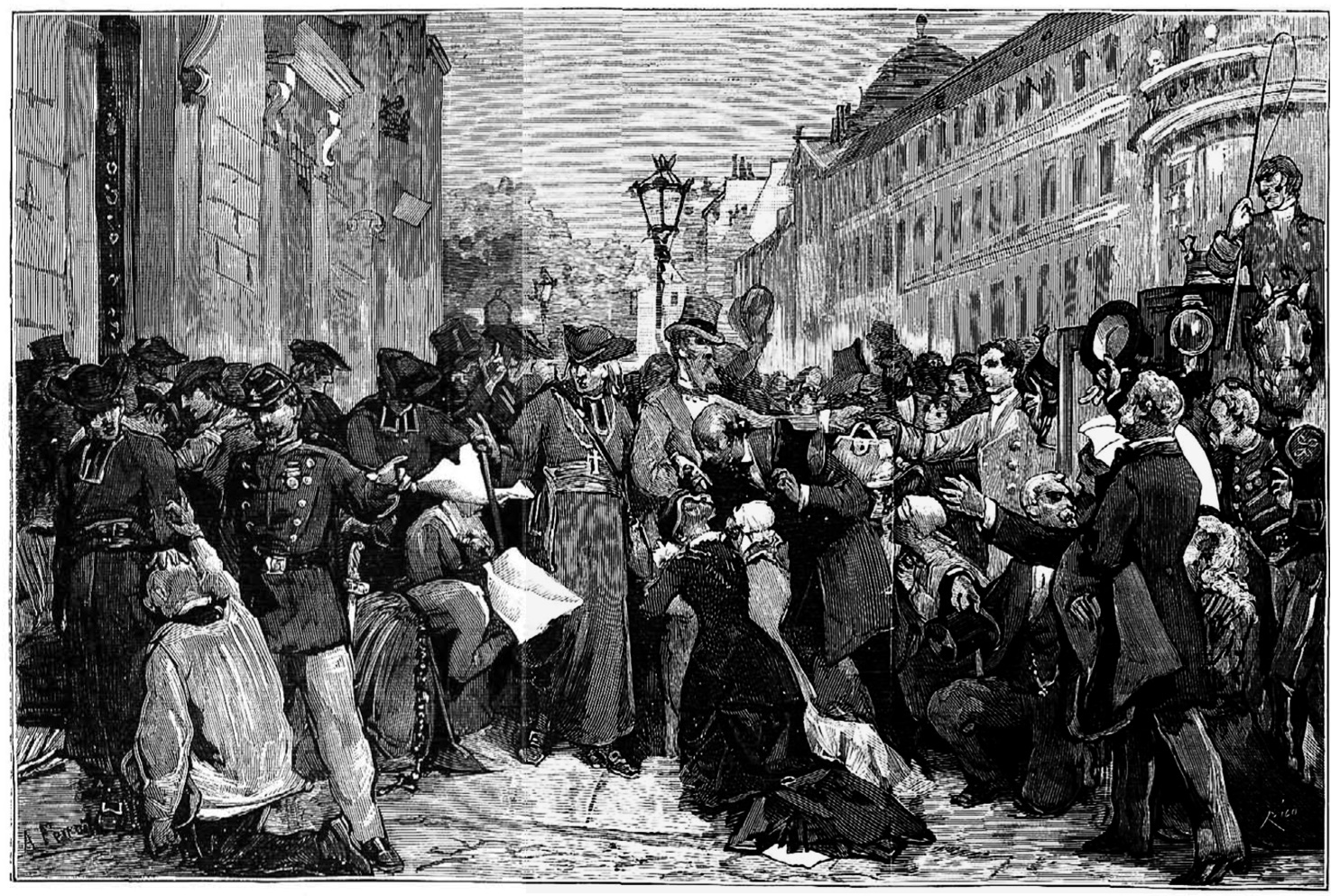
Protestations de la foule lors de l'expulsion de la Compagnie de Jésus de ses locaux de la rue de Sèvres, le 30 juin à Paris. Tiré de La Ilustración Española y Americana.

Cet article concerne la première expulsion des congrégations de France sous la Troisième République. Pour la seconde expulsion, voir expulsion des congrégations (1903).
L'expulsion des congrégations de 1880 est un événement politique qui se déroule en France, durant la Troisième République, et qui consiste en la dispersion des congrégations religieuses principalement masculines non autorisées. Ces expulsions font suite à la signature, le 29 mars 1880, de deux décrets par le gouvernement de Charles de Freycinet, et plus précisément par Charles Lepère, ministre de l'Intérieur, et Jules Cazot, ministre de la Justice. Le premier prévoit la suppression de la Compagnie de Jésus (Jésuites) sur le territoire français, et le second met en demeure les autres congrégations non autorisées de demander une autorisation légale sous peine de subir le même sort que les Jésuites.
Ces décrets sont publiés dans le contexte de l'installation de la République. Cet affermissement du régime est marqué par l'anticléricalisme militant des républicains modérés et des radicaux et par la volonté de soustraire l'enseignement à l'influence des congrégations, brocardées en « milice romaine » et accusées d'être des ferments de contre-révolution.
L'application du premier décret entraîne dès le 30 juin 1880 l'éviction des Jésuites de tous leurs établissements. Les autres congrégations ayant refusé de déposer les demandes d'autorisation par solidarité avec la Compagnie de Jésus, Charles de Freycinet — qui ne désire pas réellement les faire expulser — entame des négociations pour obtenir leur ralliement déclaratif à la République. La révélation de ces tractations secrètes par le journal La Guienne provoque sa démission et l'arrivée au pouvoir de Jules Ferry. Celui-ci fait appliquer le second décret avec sévérité et les autres congrégations masculines non autorisées sont expulsées. La plupart des membres des congrégations s'étant barricadés dans leurs locaux, l'intervention de l'armée est plusieurs fois requise par les préfets et les expulsions donnent lieu à des scènes parfois violentes, dont l'ouverture de portes à la hache ou la destruction de serrures.
L'application des décrets rencontre un mouvement d'opposition non négligeable. Contestés devant les juridictions civiles, ils font également l'objet de débats et d'incidents à la Chambre des députés et au Sénat. Des groupes de fidèles et de militants catholiques assistent aux expulsions pour acclamer les religieux et conspuer les forces de l'ordre. Enfin, plusieurs centaines de magistrats et de fonctionnaires chargés de faire exécuter les décrets présentent leur démission, heurtés dans leurs convictions personnelles.
L'expulsion des congrégations provoque la dispersion de 6 589 religieux. Si certains choisissent de continuer à mener une vie en communauté par petits groupes, dans les maisons mises à disposition par des laïcs, d'autres prennent le chemin de l'exil pour reconstituer leur congrégation à l'étranger comme en Espagne, destination principale des congréganistes. Le retour des religieux dans leurs établissements se fait peu à peu dans les années suivantes à l'occasion de la politique de détente qui s'installe entre le Saint-Siège et le gouvernement français à partir de 1885, détente qui conduira finalement au Ralliement de 1892. Néanmoins, les républicains ne renoncent pas à leur entreprise de laïcisation de l'éducation ; le déclin de l'enseignement congréganiste est amorcé et le coup fatal lui sera porté par la suppression des congrégations enseignantes en 1904, soit vingt-quatre ans après l'expulsion de 1880.

## Contexte

### État des congrégations en France

#### Sous le Second Empire
Sous le Second Empire, la période dite de l'Empire autoritaire est une décennie faste pour les congrégations religieuses dont les activités — comprenant l'enseignement — sont encouragées par la politique du gouvernement ; de fait, leurs effectifs croissent et les fondations se multiplient. Mais le passage à l'Empire libéral change la donne : bien que le gouvernement reste favorable à l'Église catholique, il se préoccupe de la puissance congréganiste et cherche à la contrôler. Cette surveillance inquiète, mise en œuvre par les ministres de l'Instruction publique, se traduit par des contraintes imposées par l'administration et même par des suppressions de congrégations. Cette période est inaugurée en 1860 par le ministre Gustave Rouland — dont le gallicanisme est de notoriété publique. Celui-ci justifie cette réorientation en accusant les congrégations masculines d'être soumises à l'autorité de Rome et d'échapper au contrôle de la France. Son rapport de 1860 présente la situation de la manière suivante :

« Les établissements religieux sont le refuge des enfants appartenant aux familles qui n'adoptent ni les principes de 89, ni le gouvernement de l'empereur. L'instruction qui s'y distribue est conforme à ces regrettables tendances. […] Le clergé régulier est tout simplement une milice secouant le joug de l'ordinaire, n'ayant ni patrie, ni personnalité, obéissant perinde ac cadaver au gouvernement absolu d'un étranger, supérieur général en résidence à Rome. »

Rouland met fin aux nouvelles ouvertures d'établissements masculins et n'accorde plus que difficilement les autorisations pour les congrégations féminines ; pour faire contrepoids, il soutient avec plus de vigueur l'enseignement public. En 1861, des maisons de Capucins et de Rédemptoristes sont dissoutes et tous les Rédemptoristes belges sont expulsés de France. Son successeur Victor Duruy poursuit cette politique anti-congrégations. Il tente de soustraire l'enseignement secondaire des jeunes filles à l'influence congréganiste, déclenchant les protestations des tenants du cléricalisme qui parviendront à faire échouer le projet.

#### Sous l'Ordre moral

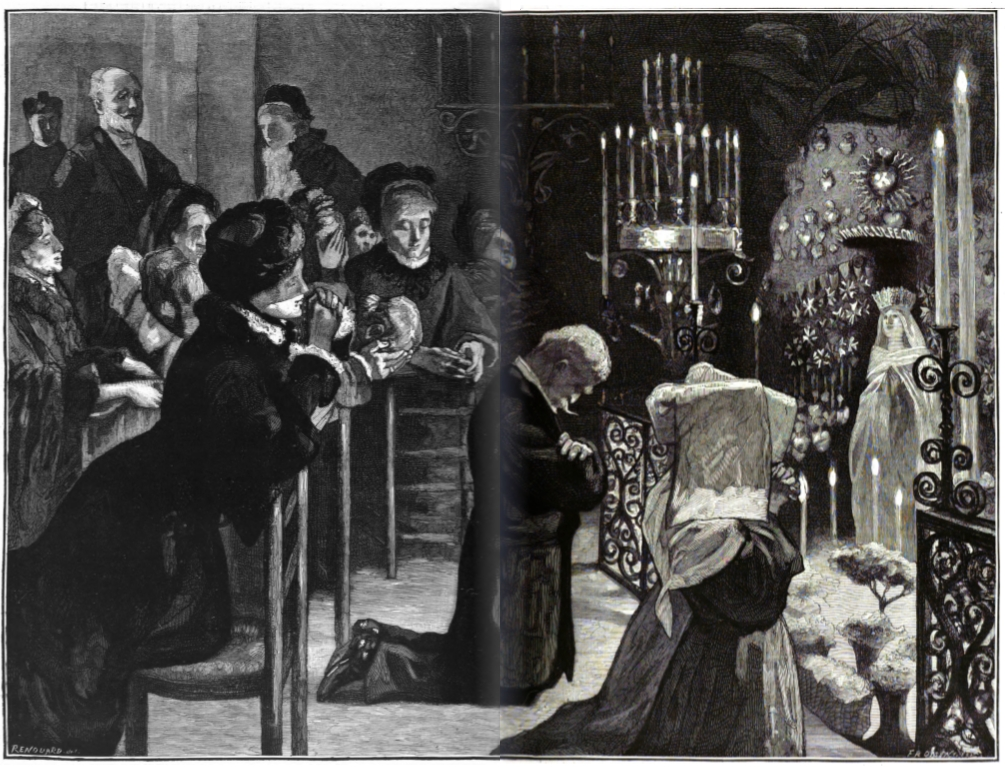
Vue de la fréquentation de l’Église de Jésus de la maison mère des Jésuites, située rue de Sèvres à Paris.

Après la chute du Second Empire, les congrégations reprennent de la vigueur durant la période de l'Ordre moral. En particulier, les collèges des Jésuites connaissent une prospérité indéniable. Ainsi, en 1879, leurs vingt-neuf collèges accueillent 11 144 élèves, soit plus de la moitié des effectifs scolarisés dans les établissements catholiques de l'enseignement secondaire. Ces établissements sont parmi les plus célèbres de France. Fleuron de leur entreprise d'enseignement, le collège de la montagne Sainte-Geneviève, situé à Paris dans la rue des Postes, prépare ses élèves aux concours de l'École polytechnique et de Saint-Cyr. De fait, ces deux grandes écoles comptent dans leurs promotions un grand nombre d'élèves des Jésuites, ce qui inquiète les républicains.
Du fait des atermoiements règlementaires du Second Empire et de leur dynamisme sous l'Ordre moral, les congrégations sont soumises à un régime complexe distinct du Concordat : si une minorité non négligeable dispose d'une autorisation légale en bonne et due forme, la grande majorité  s'est constituée sans le blanc-seing du gouvernement et est donc simplement tolérée. Au moment de leur création, les congrégations peuvent choisir d'avoir une existence légale et de bénéficier d'une personnalité juridique, ou bien de demeurer une simple agrégation d'individus. C'est cette dernière voie que choisissent beaucoup de communautés, méfiantes envers le contrôle de l'État.
L'autorisation légale, régie par l'article 4 du décret-loi du 8 messidor an XII (27 juin 1804), est délivrée par le gouvernement puis à partir de 1825 par le Parlement. Les congrégations sans autorisation ne sont pas pour autant illicites, en vertu des lois de 1817 et 1825 qui ne leur imposent pas de la demander, avant que la célèbre consultation du juriste Lefebvre de Vatimesnil ne fixe la doctrine juridique française en la matière[Quoi ?].
En 1876, les effectifs des congrégations masculines sont les suivants : 22 759 religieux de congrégations autorisées contre 7 488 religieux de congrégations non autorisées (parmi lesquelles Jésuites, Bénédictins, Capucins, Carmes Déchaux, Dominicains, Franciscains, Assomptionnistes…), soit 25 %. Pour les congrégations féminines, la proportion est moindre : 113 750 religieuses « autorisées » contre 14 003 « non autorisées », soit 11 %.

### La République anticléricale

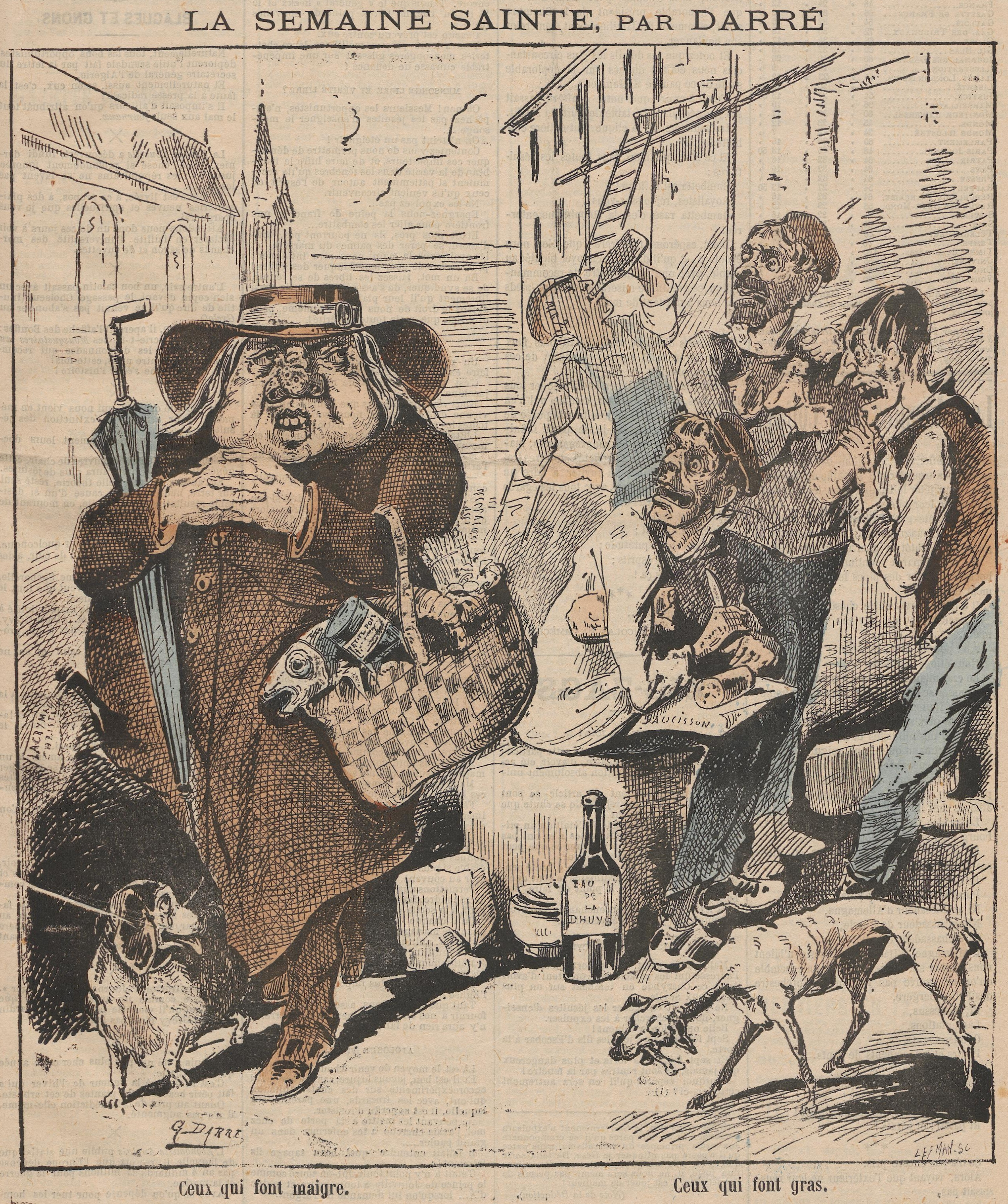
Caricature anticléricale du Grelot dénonçant la prospérité des congrégations religieuses, à l'occasion de la Semaine sainte.

La France connaît une poussée d'anticléricalisme dans les dernières années du Second Empire. Elle se poursuit et s'intensifie durant l'épisode de la Commune de Paris, puis lors des luttes menées par les républicains pour asseoir le nouveau régime. Cette hostilité au cléricalisme est même synonyme d'anticatholicisme pendant les années 1870 et 1880. Elle se répand dans la nouvelle bourgeoisie de l'époque et les classes populaires — ruraux des campagnes déchristianisées d'une part, et ouvriers « rouges » d'autre part — et prend particulièrement pour cibles les congrégations dont l'influence s'est beaucoup accrue. Ces dernières sont dépeintes en « milice romaine » et vues comme des opposantes aux libertés individuelles. Cet anticléricalisme est aiguillonné par la franc-maçonnerie française qui souhaite tout simplement réduire à néant le clergé régulier, dont le vœu d'obéissance lui semble aliéner sa vie à une puissance obscurantiste, en contradiction avec l'article 1780 du Code civil qui dispose que « nul ne peut engager ses services qu'à temps ». 

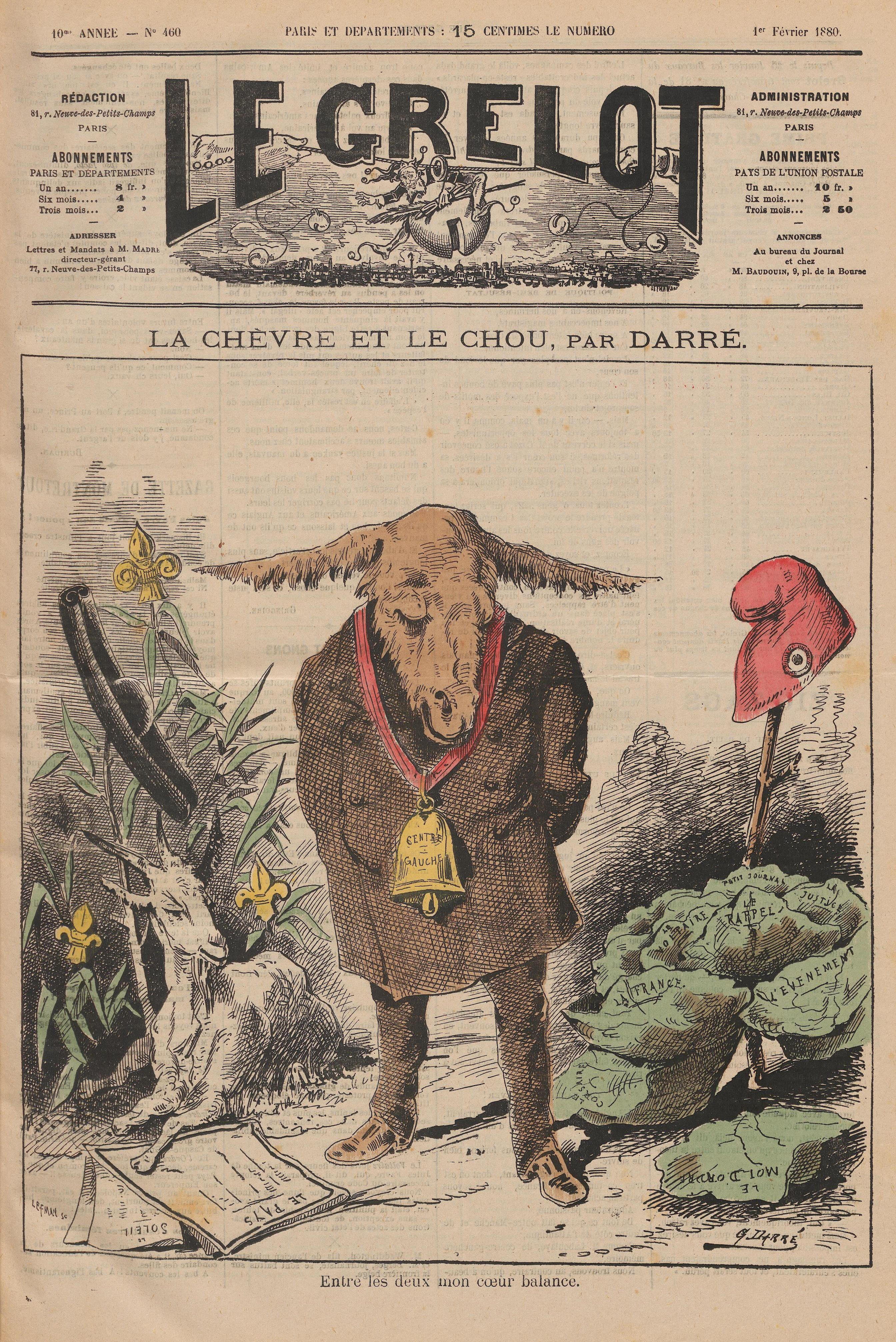
Caricature du Grelot dépeignant le Centre gauche sous les traits d'un âne tiraillé entre la chèvre du cléricalisme et le chou républicain.

De toutes les congrégations, c'est indéniablement la Compagnie de Jésus qui cristallise le plus les haines. L'intense propagande qui la vise s'inspire des polémiques du XVIIIe siècle qui avaient déjà été réactivées, sous la Restauration par le royaliste gallican Reynaud de Montlosier, et sous la monarchie de Juillet par les cours au Collège de France de Michelet et Quinet en 1843. Cette campagne d'opinion présente les Jésuites comme l'âme de la contre-révolution, exerçant une influence occulte sur les mères au confessionnal et sur les fils dans les collèges religieux. Les détracteurs de leur enseignement assimilent la casuistique à une « école de l'immoralité », comme le républicain Paul Bert, futur fondateur de l'école laïque, dans son pamphlet La Morale des Jésuites.
En effet, dans l'esprit républicain, la consolidation du régime de 1875 passe par le combat contre le cléricalisme et par la laïcisation de l'école. Dès 1877, année où le Centre gauche parvient au pouvoir et évince définitivement les monarchistes, commence l'épuration de la fonction publique destinée à écarter les fonctionnaires de l'Ordre moral. Entre 1878 et 1880, une violente campagne de presse vise les congrégations à l'occasion de la laïcisation des écoles communales par le conseil municipal de Paris, autorisée par une circulaire de 1878. L'expulsion des religieux de leurs écoles déclenche une bataille judiciaire qui remonte jusqu'au Conseil d'État. Celui-ci, épuré en juillet 1879 pour s'assurer d'un jugement anticlérical, déboute tout naturellement les congrégations de leurs recours pour excès de pouvoir. Poursuivant sur cette lancée, Jules Ferry fait adopter la loi du 27 février 1880 excluant les personnalités ecclésiastiques du Conseil supérieur de l'instruction publique. Ainsi, graduellement, les républicains s'acheminent vers la révision de la loi Falloux qui donnait toute latitude aux congrégations en matière d'enseignement.
C'est dans ce contexte d'anticléricalisme militant des fondateurs de la Troisième République qu'est débattue la loi du 18 mars 1880 et que sont promulgués les décrets d'expulsion des congrégations.

## Décrets demars 1880

### Loi sur la liberté de l'enseignement supérieur

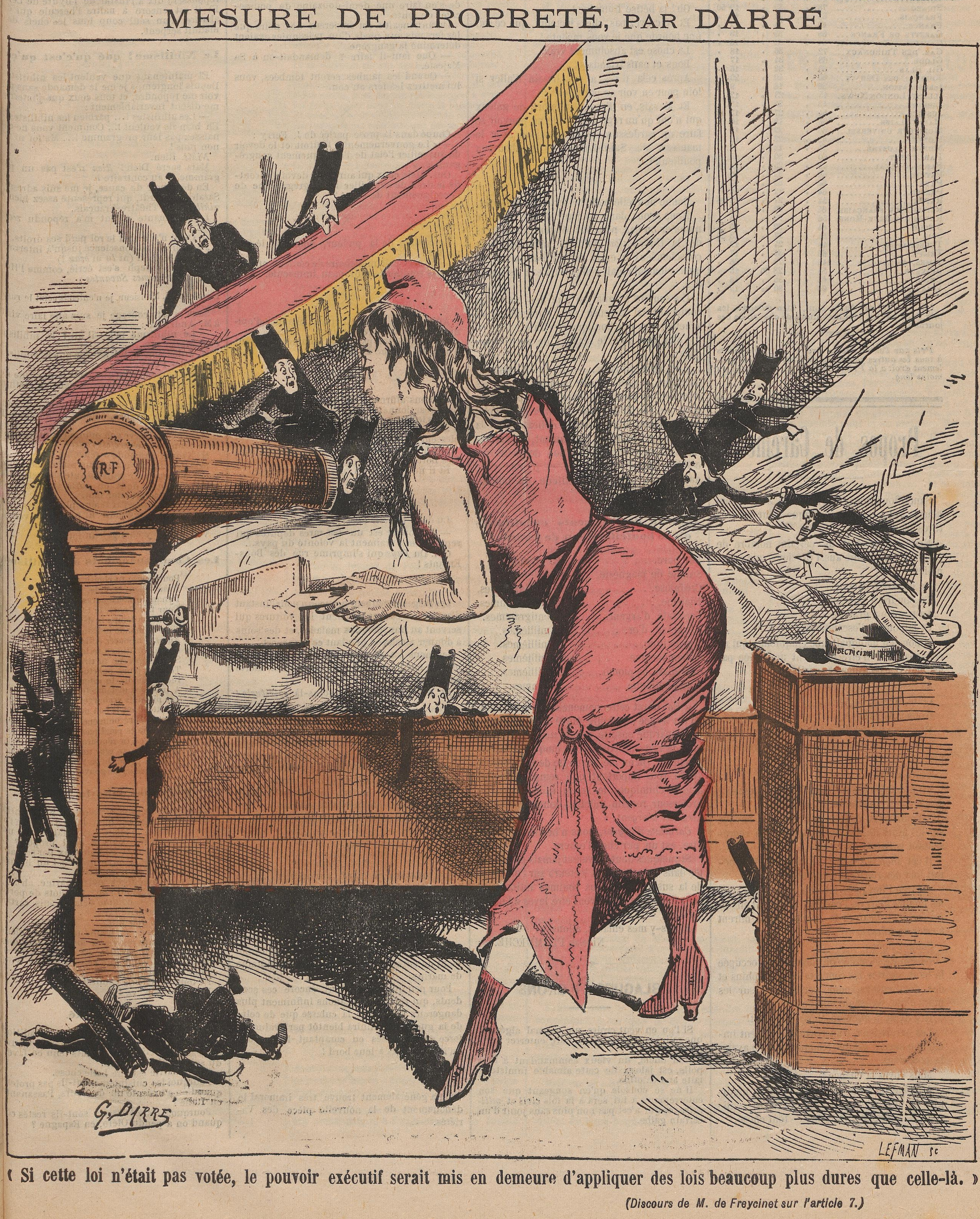
Caricature du Grelot parue lors du débat au Sénat sur l'article 7. La République figurée en Marianne y chasse les Jésuites, assimilés à des cafards infestant un lit.

Le 15 mars 1879, jour anniversaire de la loi Falloux, Jules Ferry, ministre de l'Instruction publique du nouveau gouvernement Waddington, dépose un projet de loi relatif à la liberté de l'enseignement supérieur à la Chambre des députés. Pour Ferry, il s'agit de soustraire l'enseignement de la tutelle de l'Église, et de s'en prendre aux Jésuites qu'il soupçonne d'être les inspirateurs de la contre-révolution. Le ministre ne cache pas d'ailleurs les cibles de sa vendetta : « La Compagnie de Jésus non seulement n'est pas autorisée, mais est prohibée par toute notre histoire ».
La loi est adoptée par la Chambre le 15 juillet 1879, mais le débat achoppe au Sénat sur l'article 7. Celui-ci dispose que « nul n'est admis à diriger un établissement d'enseignement public ou privé, de quelque ordre qu'il soit, ni à y donner l'enseignement, s'il appartient à une congrégation non autorisée ». Le Centre gauche, mené par Jules Simon, se joint aux monarchistes de l'Union des droites et ferraille contre l'alliance de la Gauche républicaine et de l'Union républicaine. À la suite de débats très houleux, le Sénat repousse l'article 7 le 9 mars puis le 15 mars 1880.
Le 16 mars 1880, la majorité républicaine de la Chambre, scandalisée, adopte la loi expurgée de l'article 7 mais l'accompagne du vote d'un ordre du jour de protestation, ouvrant le conflit entre les deux assemblées.

Protagonistes principaux de l'opposition à l'article 7 au Sénat
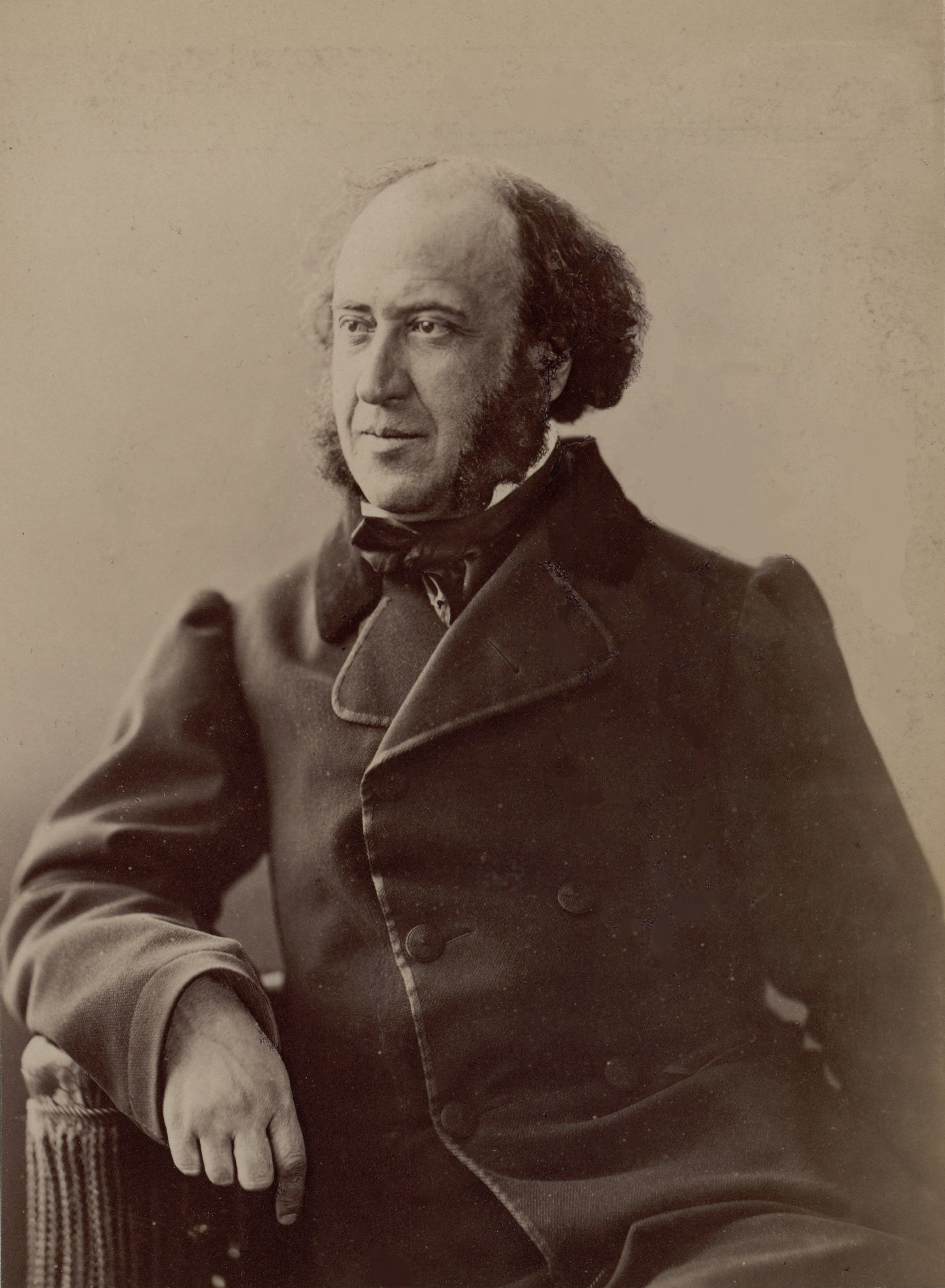
Jules Simon, rapporteur du projet de loi au Sénat et personnalité du Centre gauche.
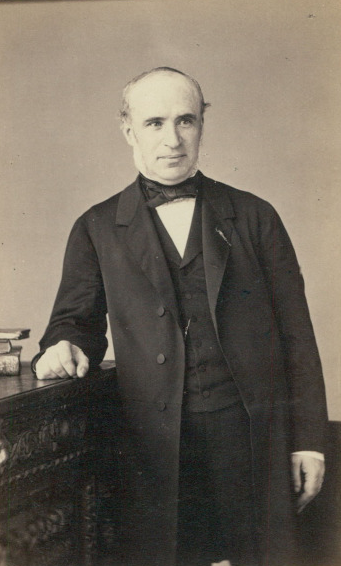
Le sénateur légitimiste Charles Chesnelong, un des chefs de l'opposition catholique à la loi sur l'enseignement supérieur[17].
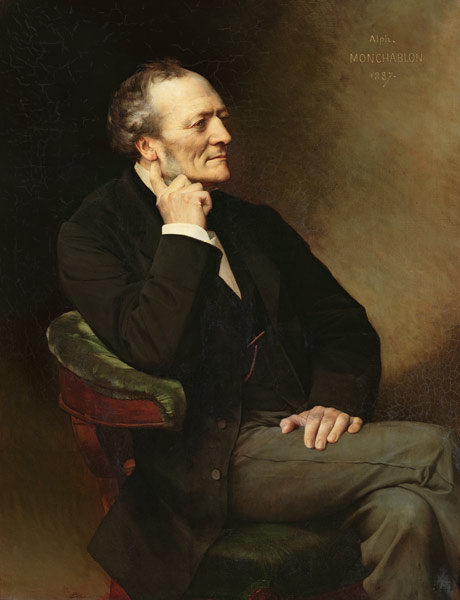
Louis Buffet[17], sénateur inamovible et ancien chef de gouvernement.
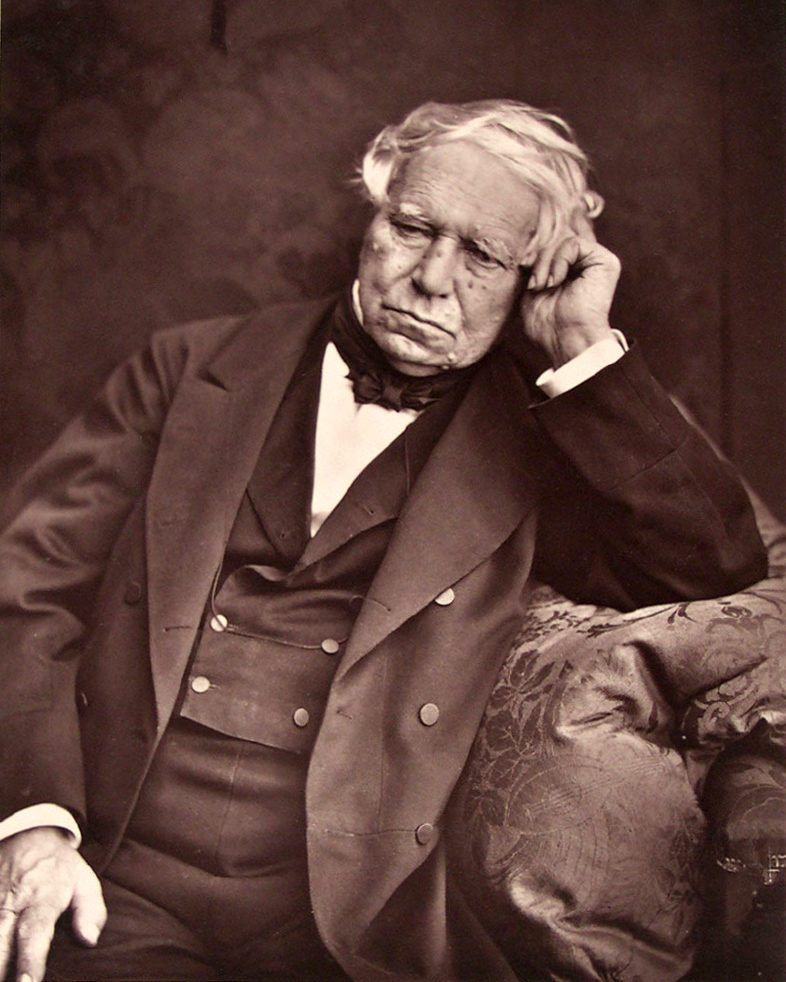
Jules Dufaure, ancien ministre de la Justice, qui prononce le 8 mars un discours où il argumente que les congrégations non autorisées ne sont pas pour autant illicites[17].

### Publication des décrets
Coupant court à l'affrontement parlementaire et donnant raison à la Chambre, Charles de Freycinet signe deux décrets le 29 mars 1880, sur les conseils de Léon Gambetta et de Jules Ferry. Ces décrets suppléent la suppression de l'article 7 : le premier prononce la suppression de la Compagnie de Jésus dans un délai de trois mois et le second oblige les autres congrégations masculines non autorisées à déposer une demande d'autorisation — également dans un délai de trois mois — sous peine de subir le même sort.
Au lendemain de la publication des décrets, les supérieurs des principales congrégations masculines tiennent un conseil de guerre chez les Oratoriens de Paris. À l'unanimité, ils se déclarent solidaires des jésuites et refusent de déposer les demandes d'autorisation. Le laïcat catholique se porte au secours des religieux (notamment par l'entremise des comités catholiques) et fonde plusieurs groupes de jurisconsultes pour organiser la riposte devant les tribunaux.
Simultanément, les congrégations lancent une campagne d'opinion en publiant des ouvrages destinés à mieux informer le public de leurs œuvres : Jacques Monsabré, un dominicain, rédige un Mémoire pour la défense des congrégations religieuses, Émile Keller signe un ouvrage nommé Les congrégations religieuses en France, leurs œuvres et leurs services, etc.
Le nonce Mgr Czacki, nommé en 1879, adopte sur les injonctions du cardinal Nina, secrétaire d'État de Léon XIII, une position ferme. Il demande aux évêques d'élever des protestations généralisées et fait connaître aux congrégations que la congrégation cardinalice chargée des affaires françaises appuie leur décision de ne pas demander d'autorisations légales. Enfin, il menace le président du Conseil d'une protestation publique du Pape, désaveu terrible que Charles de Freycinet cherche à éviter et qui, dit-il, entraînera sa démission immédiate.
Cependant, sous la pression de la Chambre des députés, le gouvernement reste inflexible. Le 10 juin 1880, le garde des Sceaux convoque les procureurs généraux au ministère et leur communique des instructions verbales, leur enjoignant de faire preuve de sévérité s'ils veulent échapper à la révocation. Outré, le procureur général de la Cour de Douai donne sa démission, ainsi que trois autres magistrats de son ressort. Dès le 30 juin, Ernest Constans fait procéder à l'expulsion de la Compagnie de Jésus, symbole honni de l'ultramontanisme en France. Les jésuites s'étant barricadés avec des fidèles dans leurs maisons religieuses, les expulsions font intervenir la force, les gendarmes procédant au crochetage des portes ou attaquant l'huis à la hache. Ces scènes se produisent dans les 31 départements où sont installés les jésuites.

### Chute du cabinet Freycinet

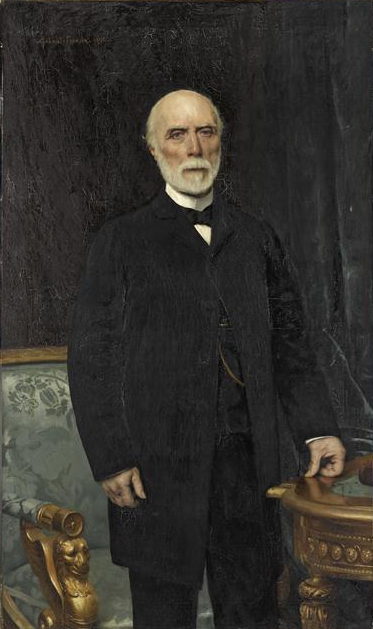
Tableau de Gabriel Ferrier représentant Charles de Freycinet en 1894.

Charles de Freycinet, d'opinion libérale, ne souhaite pas l'expulsion des autres congrégations masculines. Mgr Czacki s'emploie à restaurer la concorde, multipliant les rencontres secrètes avec le cabinet Freycinet et le directeur des Cultes Émile Flourens dès mai 1880. Il est soutenu dans son action par le cardinal de Bonnechose, ami intime de Léon XIII. Restant tout d'abord dans une prudente expectative, le Pape finit par apporter son soutien à ces initiatives ; il souhaite obtenir la paix religieuse en France, fût-ce au prix de la reconnaissance de la République, de l’écartement du clergé de la vie politique et du sacrifice de la Compagnie de Jésus.
Les négociations échouent en juillet 1880 du fait de l'opposition du père Ange Le Doré, supérieur des Eudistes. Mais les discrètes tractations reprennent et l'accord trouvé est le suivant : si les congrégations signent un document attestant de leur bonne foi et de leur soumission au régime républicain, le gouvernement n'appliquera pas le second décret. C'est Freycinet qui le fait savoir au Saint-Siège par l'intermédiaire du cardinal Guibert, archevêque de Paris. Mgr Lavigerie, archevêque d'Alger, et le cardinal de Bonnechose rédigent la déclaration dont il a été question et la soumettent au pape qui la révise et l'approuve. Le 18 août 1880 — après l'expulsion des jésuites — Charles de Freycinet annonce l'apaisement dans son discours de Montauban. Le 19 août 1880, la déclaration est envoyée aux congrégations pour recueillir leur signature ; elle expose qu'elles n'ont pas demandé les autorisations légales parce que le régime de droit commun leur suffisait. Dans un effort pour se distancier de l'Ordre moral, elle assure également le gouvernement « de leur respect et de leur soumission à l'égard des institutions actuelles du pays » et « rejet[te] toute solidarité avec les partis et les passions politiques ». Les objections des religieux les plus intransigeants sont vaincues et seuls les bénédictins de l'Abbaye de Solesmes refusent de signer la déclaration.
Toutefois, le 31 août 1880, La Guienne, journal légitimiste de Bordeaux, révèle les négociations secrètes de Charles de Freycinet et le contenu de la déclaration. Lavigerie accuse Mgr Freppel, opposé à la reconnaissance de la République par le clergé, d'avoir orchestré la fuite. Devant l'indignation des radicaux, celui-ci déclare immédiatement qu'il n'a souscrit aucun engagement auprès du Saint-Siège. Le 16 septembre, le président du Conseil décide d'ajourner l'application du deuxième décret, mais Ernest Constans, ministre de l'Intérieur et anticlérical farouche, jette de l'huile sur le feu en provoquant la fuite d'une circulaire officieuse prévoyant l'apaisement avec les congrégations. Le 19 septembre, Constans réitère en refusant plusieurs demandes d'autorisation déposées par les congrégations. Acculé par les extrémistes, Charles de Freycinet remet la démission de son gouvernement le jour même.

### Mise en application par Jules Ferry

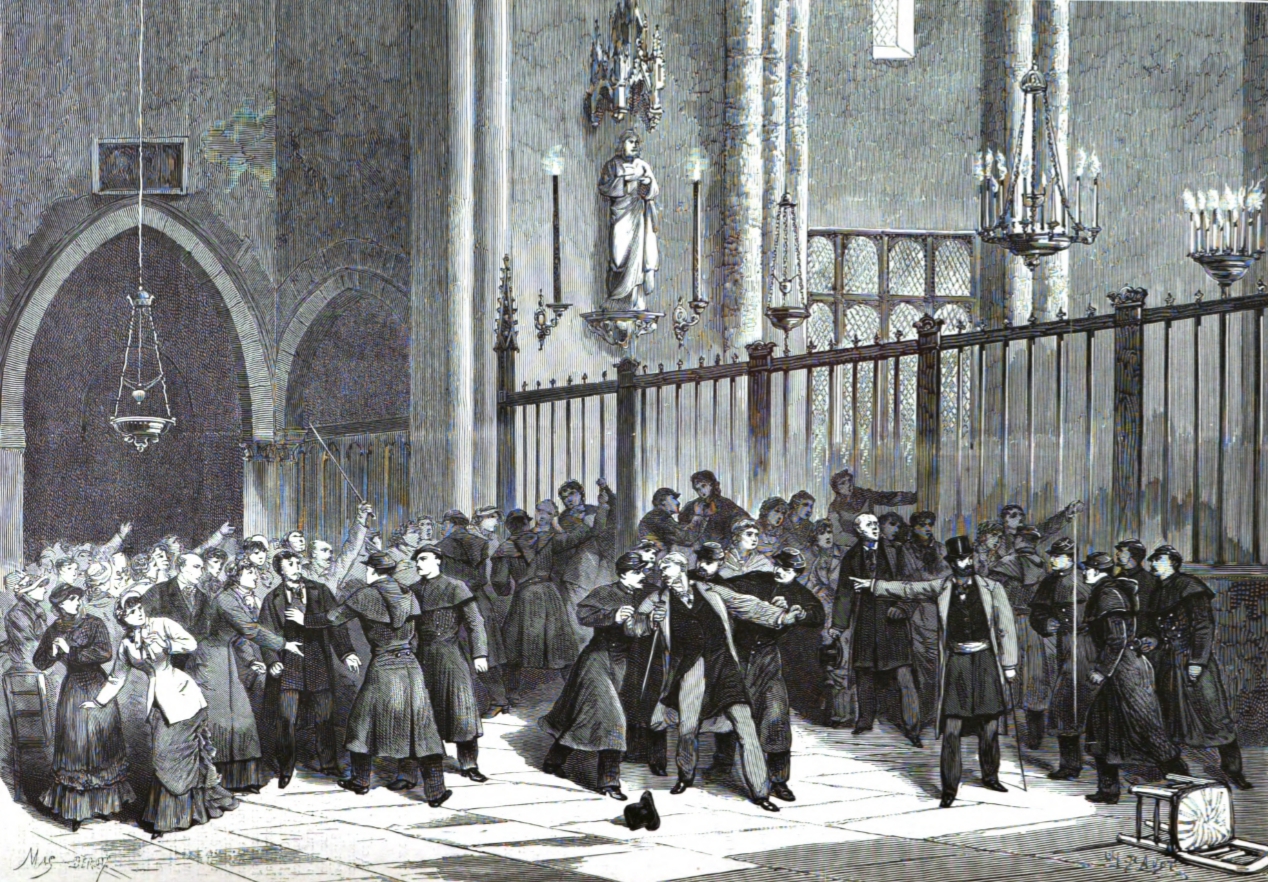
En application du deuxième décret, les forces de l'ordre procèdent à l'évacuation de la chapelle du couvent des Capucins de la rue de la Santé, après la fin de la messe, le 5 novembre 1880 au matin.

Jules Ferry, l'un des principaux inspirateurs des décrets, prend le 22 septembre la tête d'un nouveau gouvernement et conserve son portefeuille de l'Instruction publique et des Cultes. Bien décidé à faire appliquer le second décret avec la plus grande rigueur, il en fixe les dates d'application pour la période allant du 16 octobre au 9 novembre.
Le corps préfectoral ayant été épuré en décembre 1877 par les républicains, il ne soulève dans son ensemble pas de difficulté pour exécuter les décrets. Dès la circulaire du 1er juin 1880, les préfets avaient été consultés par Constans pour vérifier si le contexte se prêtait à la mise en œuvre des décrets et avoir une estimation des protestations que provoqueraient les expulsions. La plupart avaient répondu qu'aucun mouvement d'opinion n'était à prévoir et que reculer devant l'exécution des décrets serait un aveu de faiblesse envers le parti clérical.
Les ministères de l'Intérieur et de la Justice se coordonnent dans le but d'« étouffer » les protestations des congréganistes avec la plus grande efficacité. D'une part, le gouvernement fait parvenir aux préfets de véritables « modes d'emploi » pour contester la compétence des tribunaux judiciaires en cas de procès intenté aux fonctionnaires, et d'autre part, le ministère public reçoit l'ordre de déposer systématiquement un déclinatoire de compétence à chacun de ces procès. De cette manière, le gouvernement compte forcer la magistrature du siège à se dessaisir de ces affaires.

## Contestation des décrets

### Réactions politiques

#### Protestations parlementaires
Procès-verbal établi par les députés de droite au sujet de l'incident du 11 novembre :
« Par la porte du fond de la salle, on voit tout à coup pénétrer le colonel Riu. II est en uniforme, képi sur la tête, épée au côté. Il s’avance lentement, descend les degrés de la salle, son visage trahit une violente émotion. […]
Il est suivi par les hommes qui forment la garde d'honneur du palais, capitaine et sous-lieutenant en tête et qui appartiennent au 23e bataillon de chasseurs à pied. Quelques hommes du 25e de ligne forment l'arrière-garde.
Ils descendent un à un ; on les regarde venir curieusement, mais nul ne bouge. Le colonel Riu court à travers les bancs, descend dans l’hémicycle, il regarde si tout son monde le suit, imite sa vaillante ardeur, puis il remonte vers M. Baudry d'Asson, prend des airs courtois, et ordonne à ses soldats de former le cercle autour de l'honorable député et de ses amis.
M. Riu arrive devant le général de Vendeuvre ; celui-ci se dresse fièrement : « On ne passe pas, colonel. » Le colonel recule et se trouve en face de M. Delafosse, député de Vire. Il veut monter sur une banquette.

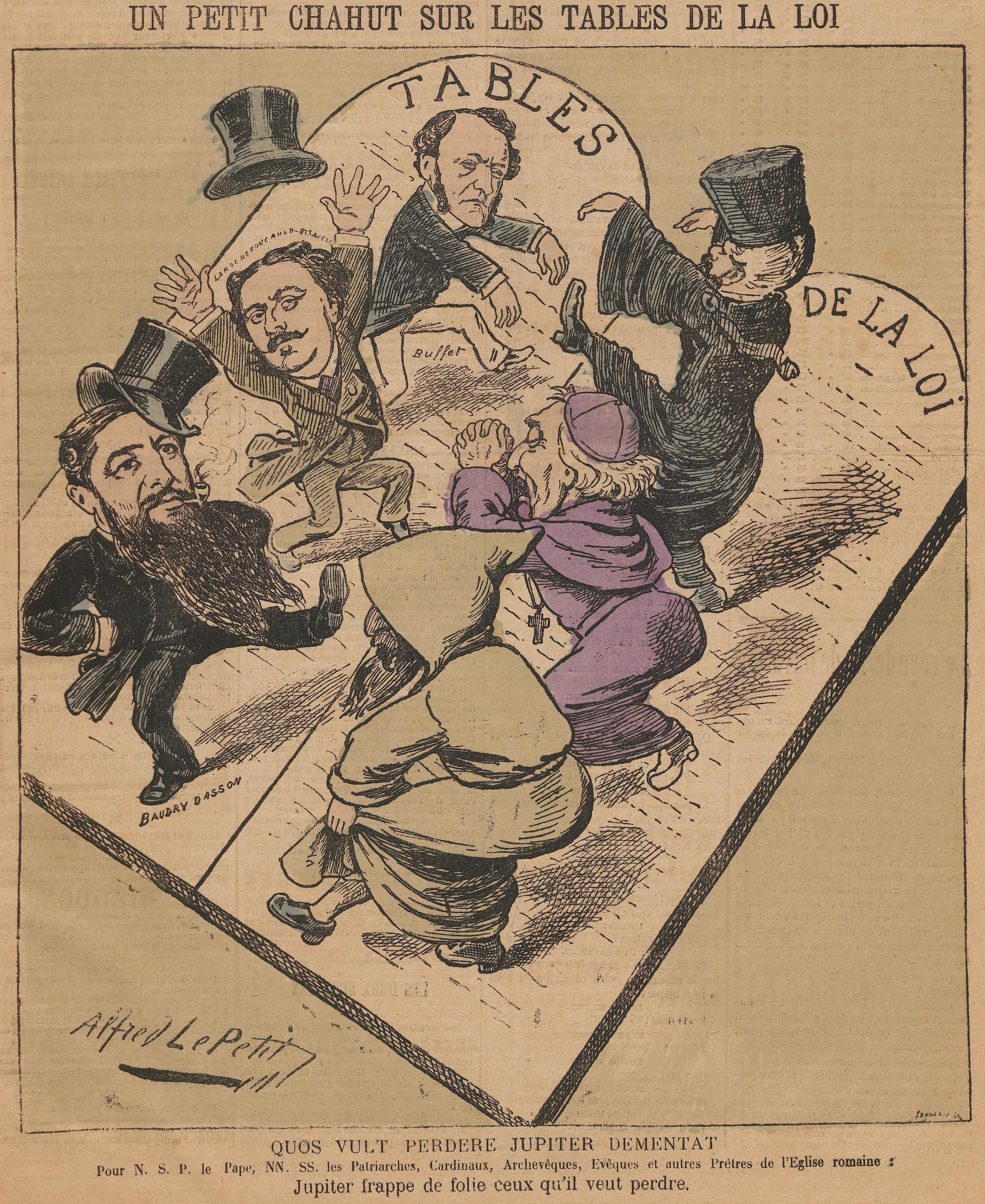
Caricature du Grelot moquant l'agitation des parlementaires Louis Buffet, Léon-Armand de Baudry d'Asson et Sosthène II de La Rochefoucauld et suggérant que les religieux et le clergé ont partie liée avec les forces antirépublicaines.

La publication des décrets est rapidement critiquée sur le plan de le légalité. À la Chambre des députés et au Sénat, les interpellations et les interventions de la droite et du Centre gauche se multiplient. Le discours le plus remarqué est celui du duc d'Audiffret-Pasquier, député du Centre droit, prononcé le 25 juin 1880 à la Chambre haute. Se faisant le porte-parole des catholiques, il dénonce l'arbitraire des mesures gouvernementales et propose le vote d'une loi pour régulariser l'existence des congrégations non autorisées en reconnaissant le droit d'association. Cette proposition est toutefois rejetée par la majorité parlementaire républicaine.
L'incident le plus notable provoqué par les députés de l'Union des droites a lieu les 10 et 11 novembre 1880 et implique le comte Léon de Baudry d'Asson, remuant député de la Vendée.
Le 10 novembre, à l'occasion de la crise ministérielle relative au vote de la loi sur la magistrature, il demande la parole et commence son intervention par : « Pendant la courte session, où nous allons assister, je l'espère, à l'agonie de la République… » Immédiatement rappelé à l'ordre par Léon Gambetta, il poursuit en réclamant une séance d'interpellation tous les mercredis pour demander des comptes « à ce gouvernement de crocheteurs », référence limpide aux effractions dans les couvents. Tandis que Gambetta fait voter contre lui la censure et l'exclusion temporaire de quinze séances, le député de droite continue à vitupérer contre « les infâmes exécutions auxquelles se sont livrés les hommes que j'ai sous les yeux ».
En dépit de cette interdiction, le député de droite parvient à s'introduire dans l'hémicycle pendant la séance du lendemain et à reprendre sa place sur le banc. Après un rappel au règlement de la part du président de la Chambre, ce dernier demande la levée de la séance et envoie les questeurs de la Chambre auprès de Baudry d'Asson. Le député vendéen refuse de sortir, encouragé par ses collègues de la droite. Aussi, un piquet de vingt soldats commandés par le colonel Riu se saisit de lui au cours d'une forte bousculade et après un échange de coups entre militaires et députés de droite. Enfermé dans la chambre d'arrêt du palais législatif, dite « le petit local », le comte de Baudry d'Asson peut en sortir le lendemain du fait d'une démarche d'Olivier Le Gonidec de Traissan et de Camille Mathéi de Valfons. Baudry d'Asson ayant poursuivi le président et les questeurs devant le tribunal correctionnel, ce dernier se déclare incompétent.

L'incident du 11 novembre 1880
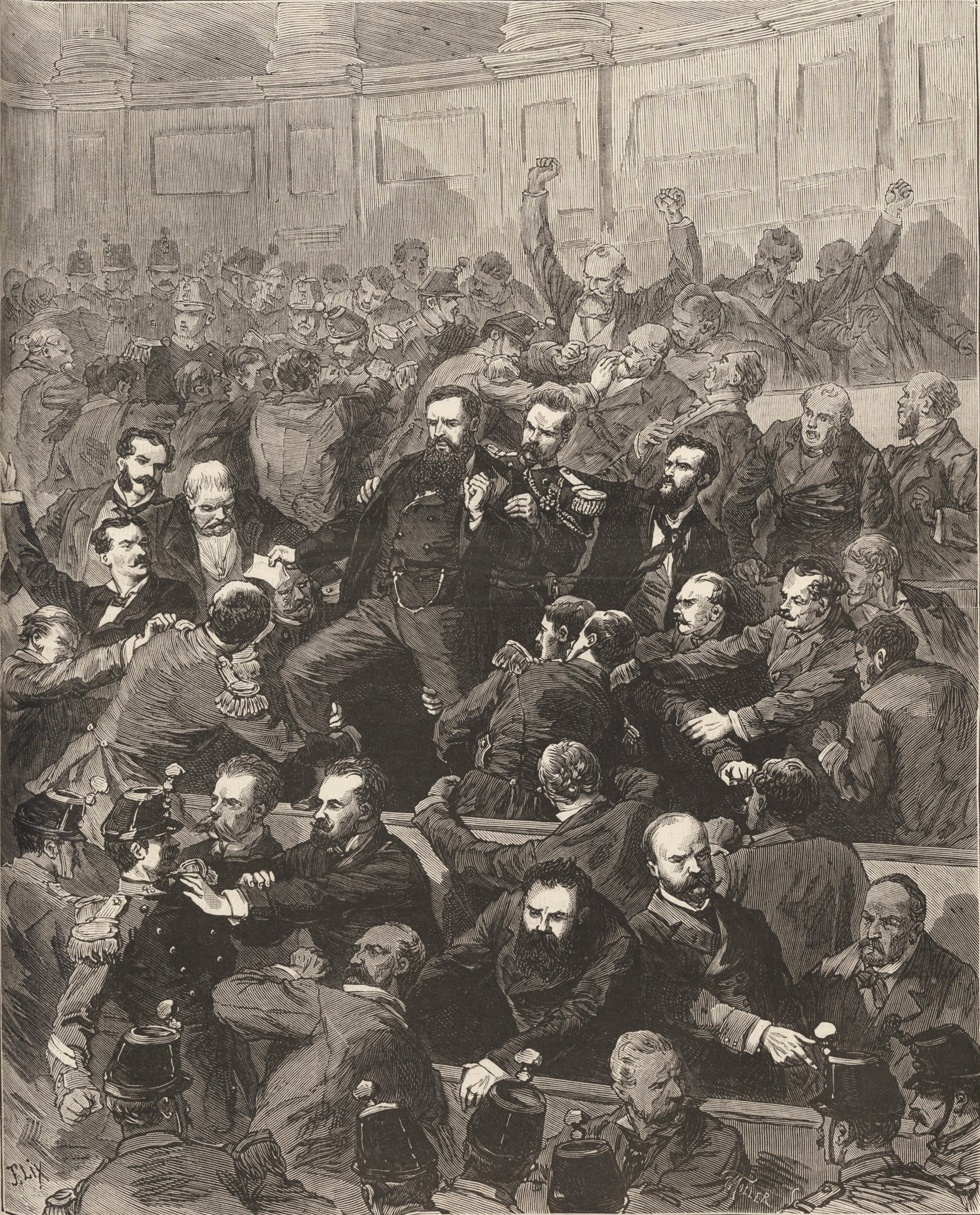
Baudry d'Asson appréhendé au corps par le colonel Riu, commandant militaire du Palais-Bourbon, et les chasseurs du poste de garde.
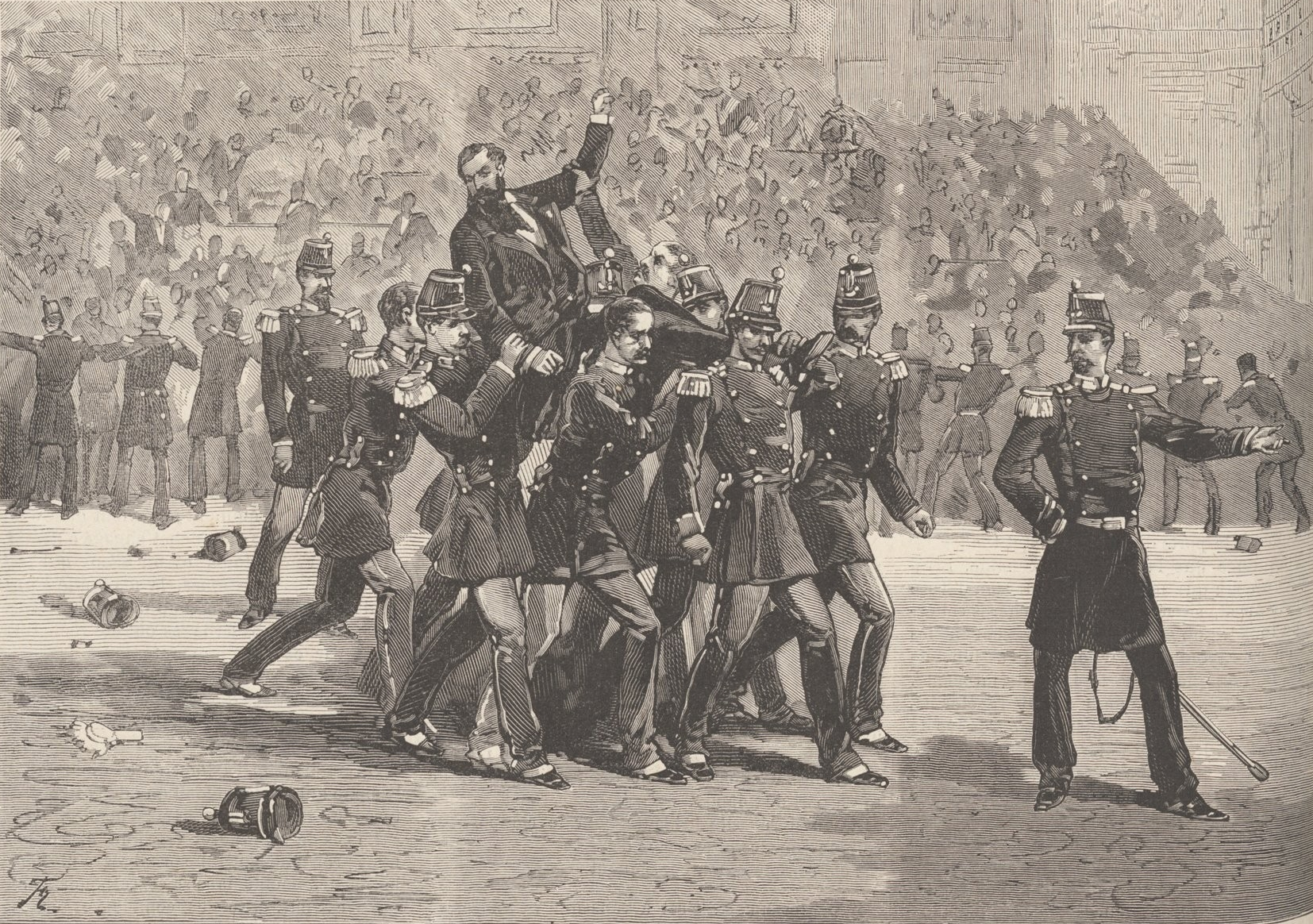
Expulsion de Baudry d'Asson vue par Le Monde illustré.
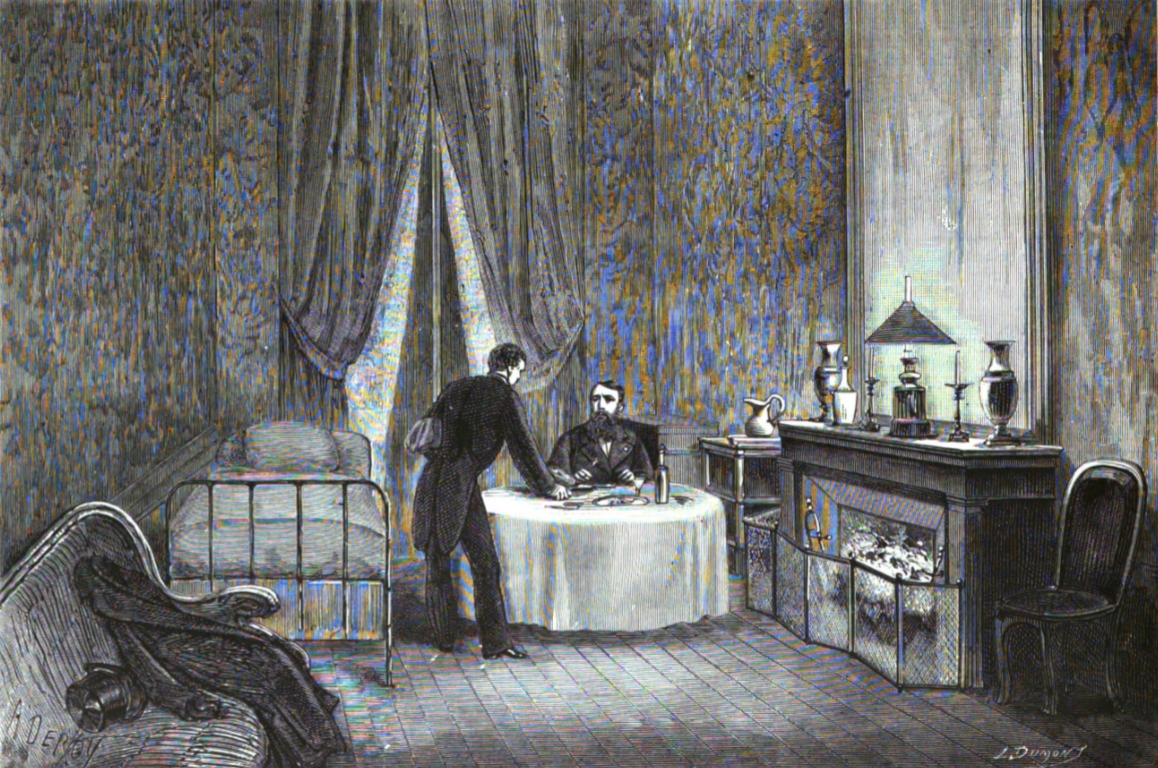
Baudry d'Asson enfermé dans la chambre d'arrêt du Palais Bourbon. Dessin tiré de L'Illustration.

#### Division des catholiques et échec de l'opposition monarchiste

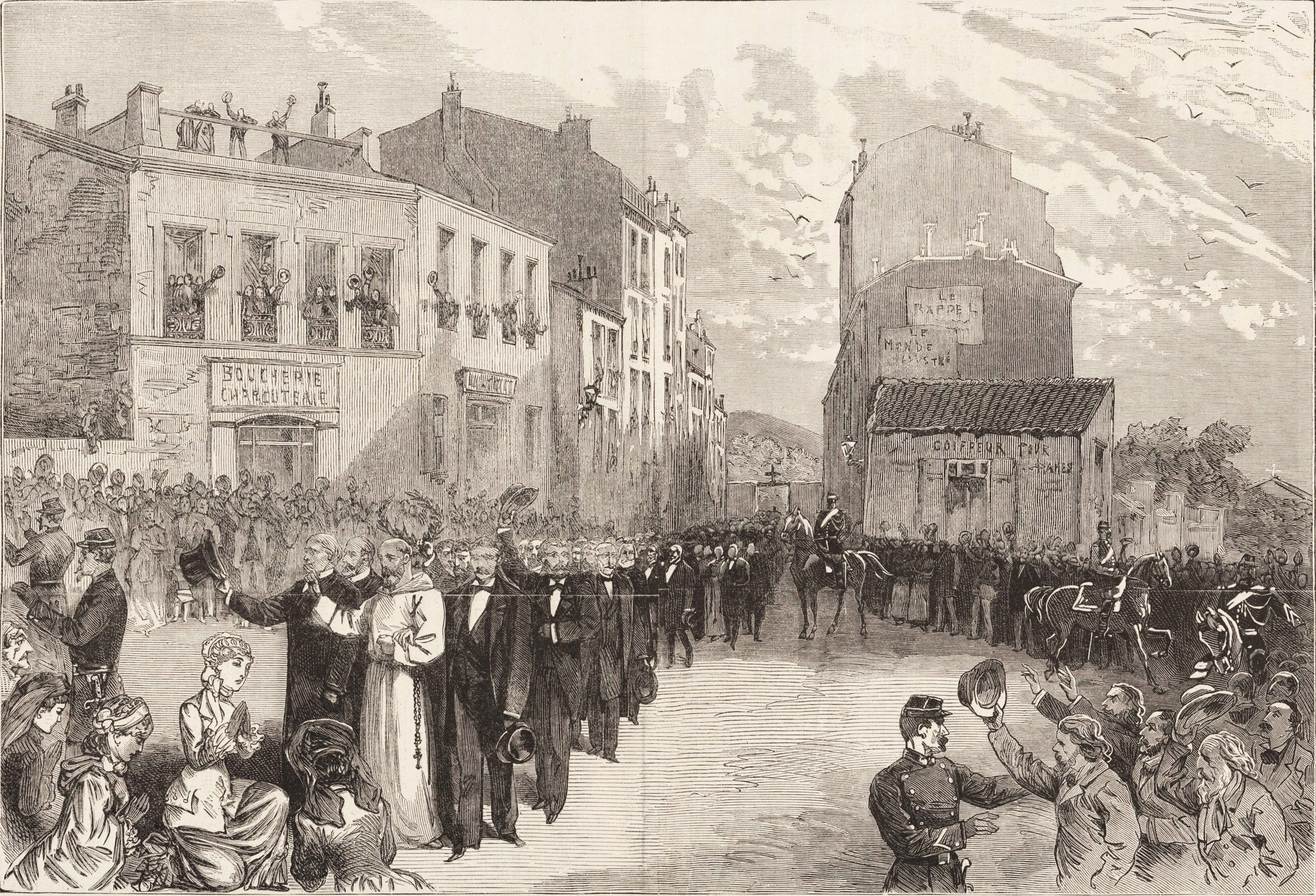
Ovation faite par la foule aux Capucins expulsés de leur communauté, le 29 octobre 1880 dans la rue de Croix-de-Reynier à Marseille.

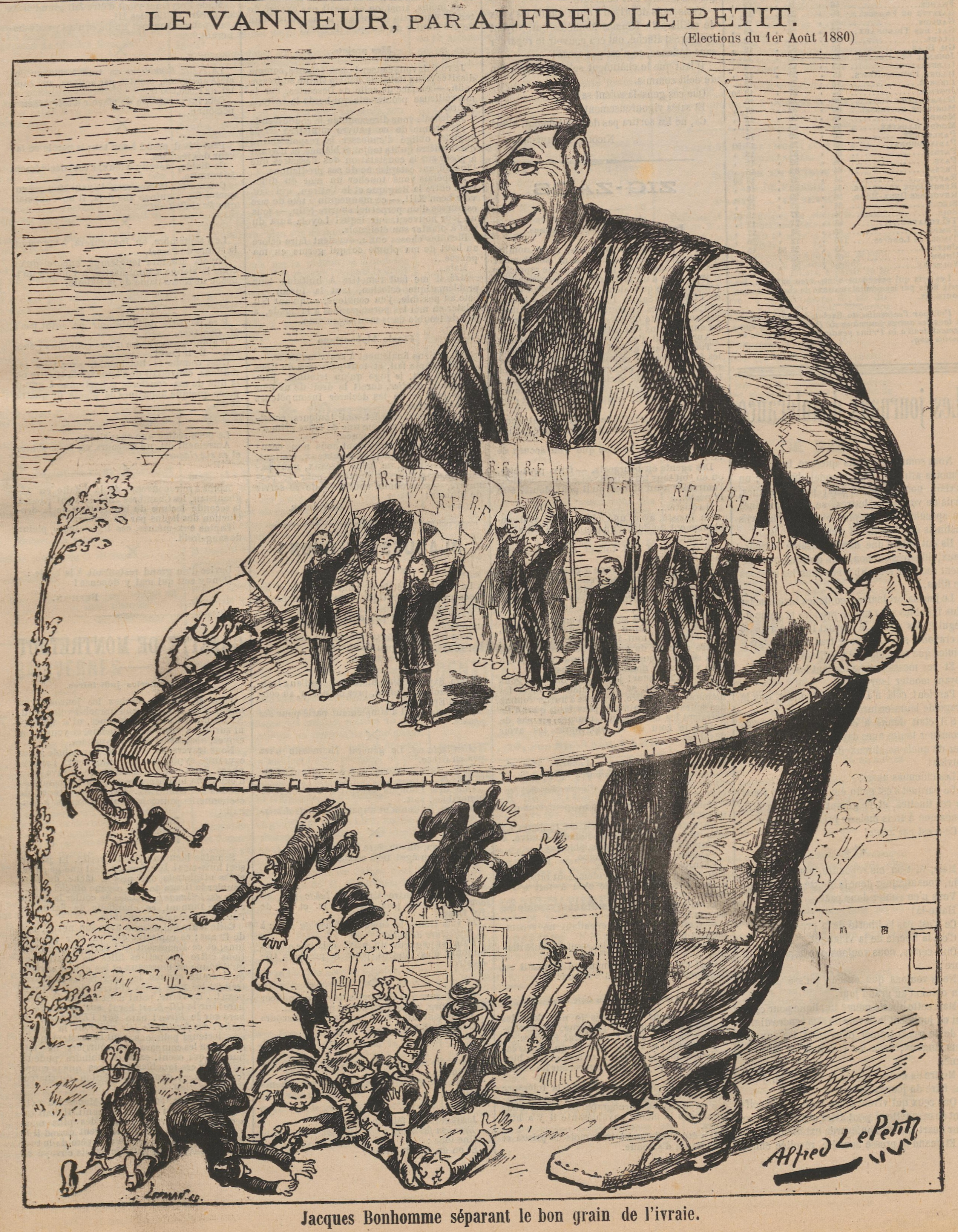
Caricature parue en première page du Grelot et représentant Jacques Bonhomme, archétype du paysan français, donnant la victoire aux républicains sur les monarchistes aux élections départementales de 1880.

La division de l'Église catholique entre intransigeants et modérés provoque un échec relatif des protestations contre les expulsions des congrégations. En effet, malgré le retentissement des démissions de magistrats et de fonctionnaires et des foules rassemblées pour rendre hommage aux religieux, le gouvernement reste sourd aux manifestations catholiques.
Cette dissension interne s'explique par la volonté conciliatrice de Léon XIII qui recherche une issue par la négociation et n'élèvera des protestations — au demeurant fort mesurées — qu'une fois la rupture consommée. Cette attitude cherche à sauvegarder la concorde entre les catholiques et la République et préfigure la consigne du Ralliement. En effet, Rome se défie déjà des royalistes qui tentent de tirer parti des manifestations en se portant en première ligne de défense du catholicisme. Des parlementaires et des militants monarchistes sont ainsi présents lors de multiples expulsions, comme celle des Jésuites de la rue de Sèvres, des Trappistes de Bellefontaine ou des Prémontrés de Frigolet, mettant à profit les troubles pour déstabiliser la République.
Toutefois, cette forte mobilisation des monarchistes ne parvient pas à ébranler les républicains. Ainsi Le National, journal républicain, accuse les royalistes de « faire de véritable « tournées », [de] se transporter successivement aux quatre coins de la France, et [de] courir jouer leur grande scène dans quatre ou cinq couvents de la province ou de la capitale » et claironne « Le cléricalisme a fait le Seize Mai, l'a compromis et l'a tué ; le Seize Mai prend sa revanche et compromet la religion ». Les protestations contre les expulsions, étant associées au mouvement légitimiste, ne parviennent pas à retourner l'opinion publique. Ainsi, le rassemblement catholique du 29 juin au Cirque d'Hiver est accompagné d'une forte contre-manifestation populaire qui scande « Vive la République ! À bas les jésuites ! À la frontière, les jésuites ! » et le renouvellement partiel des conseils généraux, le 1er août 1880, voit une poussée de la gauche.

### Critique juridique

#### Consultation d'Edmond Rousse

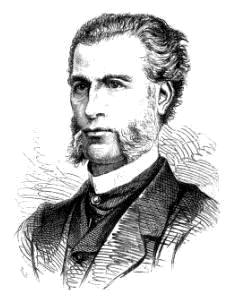
Edmond Rousse, personnalité reconnue du Barreau de Paris et auteur de la consultation sur les décrets de 1880.

Jules Dufaure, ex-Garde des sceaux et l'un des sénateurs républicains à s'être distingué par son opposition à l'article 7, charge le juriste Edmond Rousse, ancien bâtonnier du Barreau de Paris, de rédiger une consultation juridique sur les décrets de mars 1880. Publié le 14 juin, le document a un retentissement majeur puisqu'il réunit en peu de temps les signatures de 140 avocats du Barreau de Paris (dont le bâtonnier Jules Nicolet) et de 1 478 avocats de province. Parmi ses autres soutiens de poids comptent Charles Demolombe, doyen de la Faculté de droit de Caen et « premier des jurisconsultes de France », et une dizaine d'avocats à la Cour de cassation.
Rousse établit que les lois sur lesquelles s'appuie le gouvernement ont été abrogées de fait par des dispositions ultérieures. Écartant un à un les textes de lois invoqués par les auteurs des décrets, il en déduit que les seuls textes applicables aux congrégations sont les articles du Code pénal sur le droit d'association qui interdisent les associations de plus de vingt personnes « [non] comprises celles domiciliées dans la maison où l'association se réunit », ce qui met les congrégations à l'abri de la loi. Ses conclusions sont les suivantes : aucune loi en vigueur ne prohibe la vie en commun des congrégations, même non autorisées ; la dissolution de ces dernières ne peut se faire par voie administrative mais seulement à la suite d'une décision judiciaire ; quand bien même la dissolution administrative serait choisie, elle serait impraticable et inefficace.
La publication de cette consultation et le soutien qu'elle reçoit de la doctrine juridique vont affermir la résistance de la magistrature et accentuer la détermination des congrégations à s'opposer aux mesures du gouvernement.

#### Démissions massives dans la magistrature
La circulaire ministérielle du 24 juin 1880 ayant confié aux magistrats du parquet l’exécution des expulsions, l'application des décrets provoque des démissions massives chez les parquetiers qui réprouvent ces mesures antireligieuses. 556 magistrats refusent ainsi d’exécuter les ordres du gouvernement et préfèrent se démettre, suivant l'exemple du procureur général de Douai. Parmi eux, on peut citer Victor de Marolles et Jean de Boysson. Le malaise est généralisé à tous les échelons de la hiérarchie, dans la magistrature assise comme dans la magistrature debout ; on compte ainsi 56 démissionnaires membres de cours d'appel, 63 procureurs de la République, 139 substituts, 66 juges de paix et 188 de leurs suppléants, 32 juges, etc.
Les journaux catholiques entretiennent l'agitation, publiant chaque jour les lettres de démission des magistrats et des fonctionnaires qui refusent de se soumettre. En effet, des démissions d’officiers, de commissaires de police et d’agents de police se produisent également. Les parquetiers qui se récusent sont en majorité de religion catholique mais on compte également des protestants : ainsi Pelleran, procureur de la République du Havre, qui écrit dans sa lettre de démission du 31 octobre 1880 : « Fils de persécutés, je ne me ferai jamais persécuteur ».
Les magistrats ne sont pas les seuls fonctionnaires à démissionner. Des membres du corps préfectoral comme Gustave Pradelle, préfet de l'Oise, ou Olivier d'Ormesson, préfet des Pyrénées-Atlantiques, quittent leurs fonctions au moment de la période d'application des décrets. Certains officiers de l'armée sont également réticents face aux réquisitions des préfets : ainsi, le lieutenant de chasseurs Marchesné — tout juste sorti de Saint-Cyr — propose sa démission et est déféré devant un conseil de guerre par le général Farre. D'autres officiers sont poussés à la donner en raison de leur attitude durant les troubles ; c'est notamment le cas d'Henri de la Ferronnays — futur député — qui a apporté son soutien aux Trappistes de l'abbaye Notre-Dame de Melleray.

#### Ordonnances des tribunaux civils

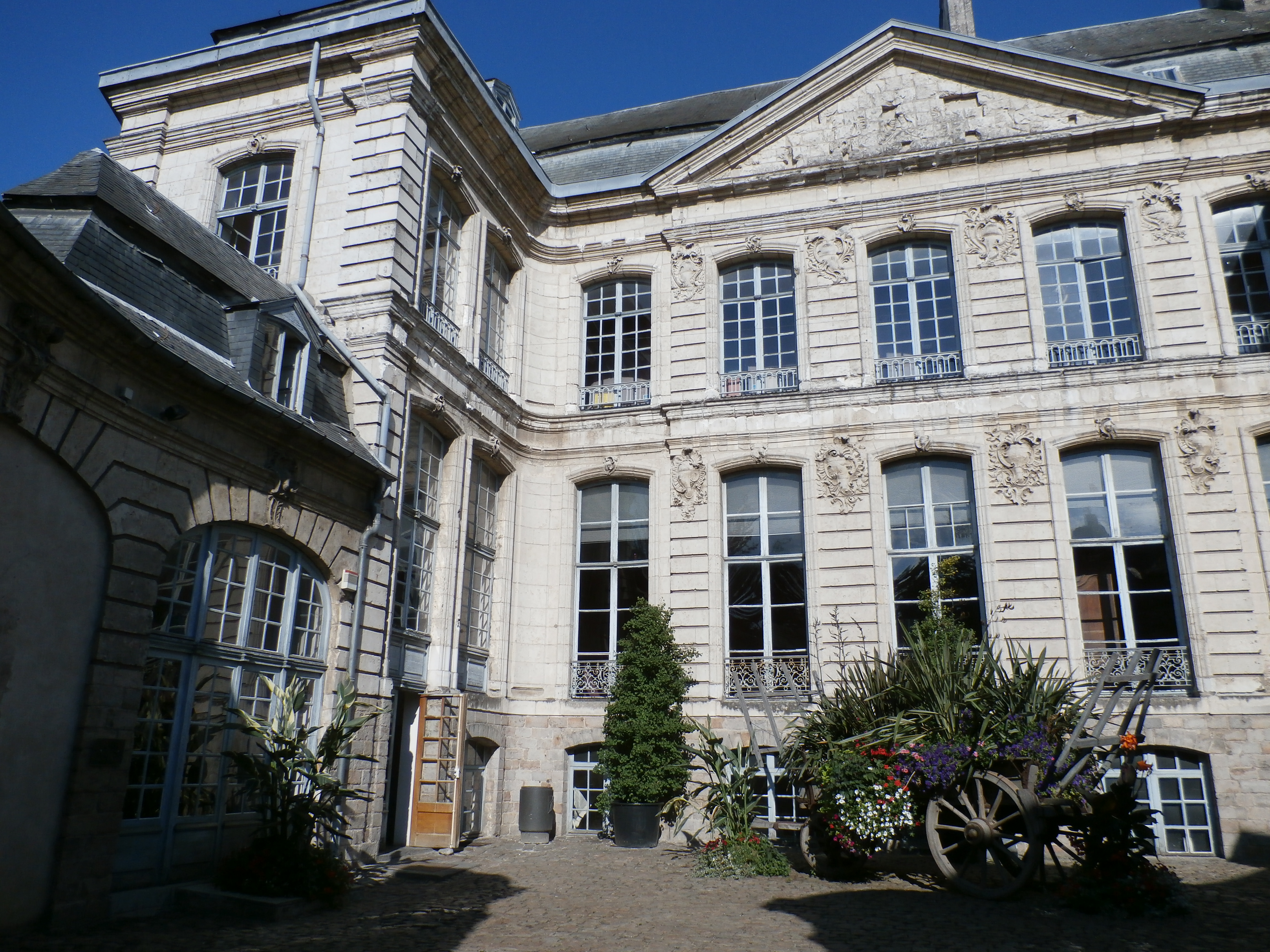
Hôtel de Beaulaincourt, siège du Tribunal de Béthune de 1800 à 1930.

Plusieurs présidents de tribunaux s'opposent à l'application des décrets de mars 1880 en accueillant favorablement les requêtes des religieux expulsés et en prenant des référés pour qu'ils soient rapidement réintégrés dans leurs biens, contrant de ce fait l'autorité administrative. Les tribunaux d'Aix-en-Provence, Angers, Avignon, Béthune, Bordeaux, Bourges, Clermont, Douai, Grenoble, La Flèche, Le Puy-en-Velay, Lille, Limoges, Lyon, Marseille, Nancy, Nantes, Paris, Périgueux, Quimper, Rouen, Toulouse se considèrent notamment compétents,. Sur 138 décisions judiciaires, 128 donnent raison aux congrégations. Ces jugements portent pour certains sur la réintégration des locaux et pour d'autres sur des dommages-intérêts dus par les préfets et les forces de l'ordre en raison des dégâts matériels occasionnés par les expulsions.
Par exemple, Félix Le Roy, président du Tribunal de Lille, rend le 1er juillet 1880 l'ordonnance suivante : « en admettant qu'il y ait dans le droit actuel des lois prohibant l'existence des congrégations religieuses non autorisées, aucune disposition constitutionnelle ou légale n'attribue à l'autorité administrative ou gouvernementale la faculté de faire exécuter ces lois par mesure de haute police avant toute décision judiciaire ». Cette décision s'appuie sur un fondement juridique recevable ; en effet, les décrets de 1880 précisent l'application du décret-loi du 3 messidor an XII (22 juin 1804), et ce dernier stipule que « nos procureurs généraux et nos procureurs impériaux sont tenus de poursuivre et faire poursuivre, même par voie extraordinaire, suivant l'exigence des cas, les personnes de tout sexe qui contreviendraient directement ou indirectement au présent décret », plaçant l'interdiction des congrégations sous la sanction de l'autorité judiciaire et n'excluant pas explicitement l'intervention du juge judiciaire pour garantir les droits élémentaires de l'individu. Le président Le Roy est appuyé par le juge Marion — démis en avril 1880 de ses fonctions d'instruction du fait de ses opinions antirépublicaines — dans sa démarche de défense des jésuites. Immédiatement, le préfet du Nord prend un arrêté de conflit qui renvoie l'affaire devant le Tribunal des conflits.
La même situation se produit dans le ressort du Tribunal de Béthune où le président Leroux de Bretagne, se posant en gardien des libertés individuelles, juge les décrets illégaux et prend début juillet 1880 une ordonnance de réintégration pour annuler l'expulsion de la congrégation des Frères des écoles chrétiennes. En hâte, il se rend en personne sur les lieux pour faire exécuter sa propre ordonnance, avant que le préfet du Pas-de-Calais ne prenne un arrêté de conflit pour stopper la procédure. Conformément à ses craintes, cet arrêté est bien déposé. L'acte de Leroux de Bretagne est condamné par L'Avenir — le journal républicain local — et célébré par les catholiques de L'Indépendant du Pas-de-Calais.
Le 27 septembre 1880, Jules Le Fizelier, président du tribunal de La Flèche, rend raison aux bénédictins contre le préfet. Le tribunal de Poitiers se considère compétent le 30 septembre 1880, avis suivi par la cour d'appel et son président Merveilleux du Vignaux.

#### Décision du Tribunal des conflits
Extrait de la plaidoirie de Me Sabatier devant le Tribunal des conflits :
« Spectacle nouveau et sans précédent !
Des citoyens français, maîtres de leurs droits civils et politiques ; électeurs, éligibles, payant l'impôt, qu'aucune loi n'a frappés d'incapacité, qu'aucun jugement n'a atteints dans leur liberté ou dans leur honneur, et auxquels on n'a fait d'autre reproche que de s'être réunis sans l'agrément du pouvoir, pour vivre et prier en commun sous une règle religieuse, ont été assiégés, forcés, saisis dans leurs demeures par la force publique, et au lieu d'être conduits devant les magistrats, jetés dans la rue, sous la seule menace qu'une exécution pareille suivrait toute réunion nouvelle.
Confiants dans la justice de leur pays, ayant entendu dire que tes tribunaux ordinaires sont les protecteurs naturels de tous les droits
atteints en leur personne, propriété, liberté individuelle, liberté religieuse, inviolabilité du domicile, ces citoyens se sont adressés aux
tribunaux […].
Partout ou presque partout, i!s ont trouvé des juges ; partout aussi le gouvernement a fermé les prétoires qui s'étaient ouverts. L'exécution administrative est consommée et échappera à toute juridiction. Il n'y aura pas de juges, ni ordinaires, ni extraordinaires, pour entendre les griefs et reconnaître les droits. Des conflits partout élevés font revendiquer pour le gouvernement seul le droit absolu, indéfini, souverain, sans contrôle, de disposer de la propriété, de la liberté, du domicile des citoyens, dans la mesure nécessaire à la dispersion des congrégations non
autorisées !
Et aujourd'hui, pendant qu'à l'heure même où je parle la force publique continue peut-être sa triste besogne, alors que le gouvernement siège en personne au milieu de ce tribunal, on vous demande, non de donner des juges, mais de les supprimer !

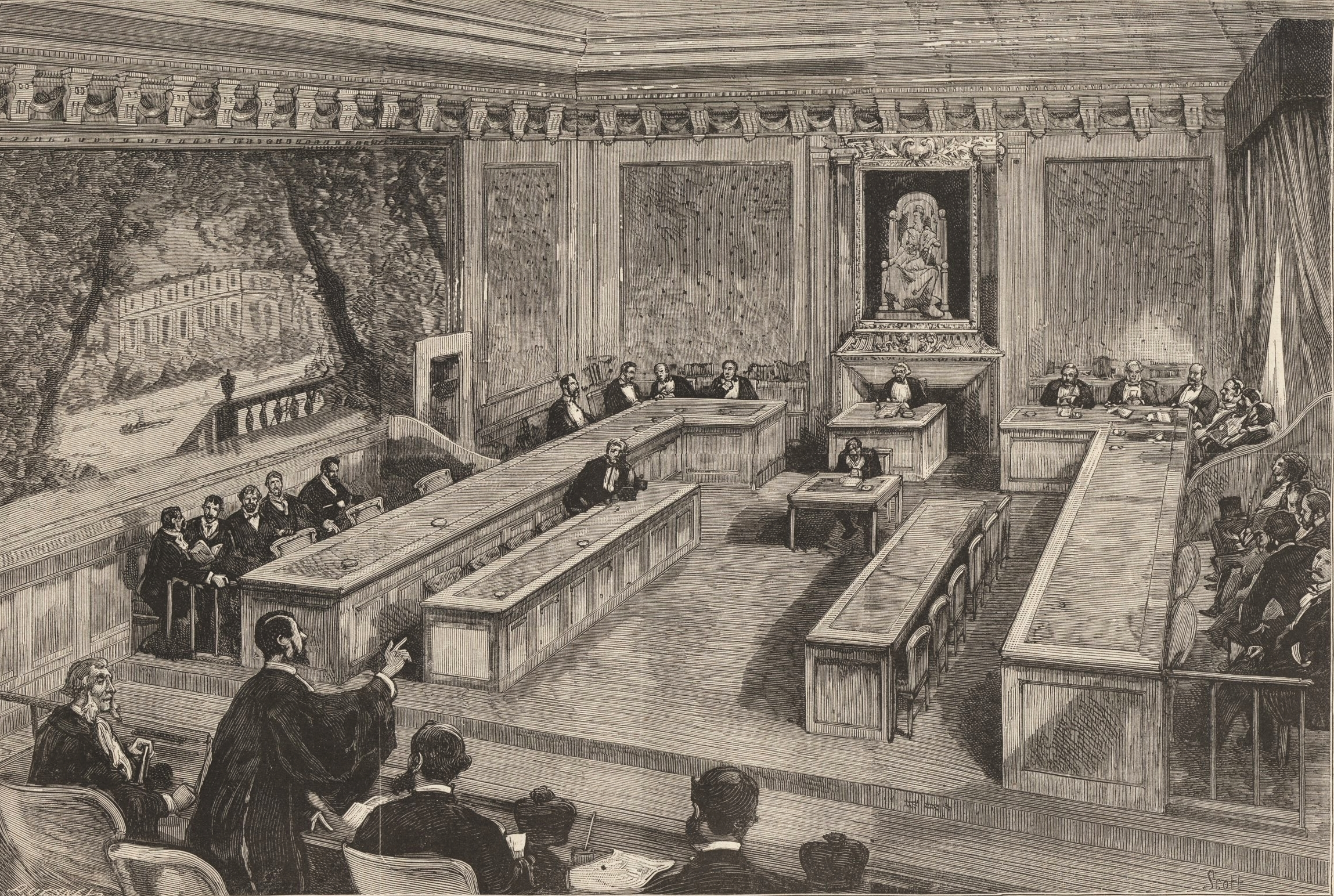
Sabatier, plaidant le 4 novembre 1880 pour les jésuites de Lille devant le Tribunal des confits. Ce dernier est assemblé dans la salle du contentieux du Conseil d'État au Palais-Royal.

Appelé à trancher entre compétence judiciaire et compétence administrative, le Tribunal des conflits siège les 4 et 5 novembre 1880. Maurice Sabatier plaide pour les jésuites de Lille, Me Bosviel pour les jésuites d'Avignon, le préfet Jules Cambon est défendu par Paul Jozon et le cabinet Ferry est représenté par le commissaire du gouvernement Abel-Antoine Ronjat. À l'ouverture de la séance, les défenseurs des congrégations demandent la récusation de Jules Cazot. Ce dernier préside le Tribunal en qualité de ministre de la Justice mais Me Bosviel met en doute son impartialité car Cazot est l'un des auteurs des décrets de mars 1880 et il s'est à de multiples reprises déclaré « pire ennemi » des congrégations. Arguant que même si le Tribunal ne condamne pas des particuliers, il rend tout de même des arrêts — au même titre que la Cour de cassation —, Me Bosviel explique que ses membres doivent pouvoir être sujet à récusation. Après concertation, la cour décide que « le Tribunal des conflits, institué pour assurer l'application du principe de la séparation des pouvoirs administratif et judiciaire, n'est appelé à trancher aucune contestation d'intérêt privé » et ses membres ne sont donc pas soumis à d'éventuelles récusations.
Une fois l'audience commencée, Me Sabatier prononce une plaidoirie pour défendre la compétence des tribunaux civils et que la presse s'accorde pour qualifier de « vibrante ». Paul Jozon, quant à lui, argumente qu'il s'agit là uniquement d'un acte administratif et que, quand bien même il serait illégal, il ne ressort pas de la compétence judiciaire,.

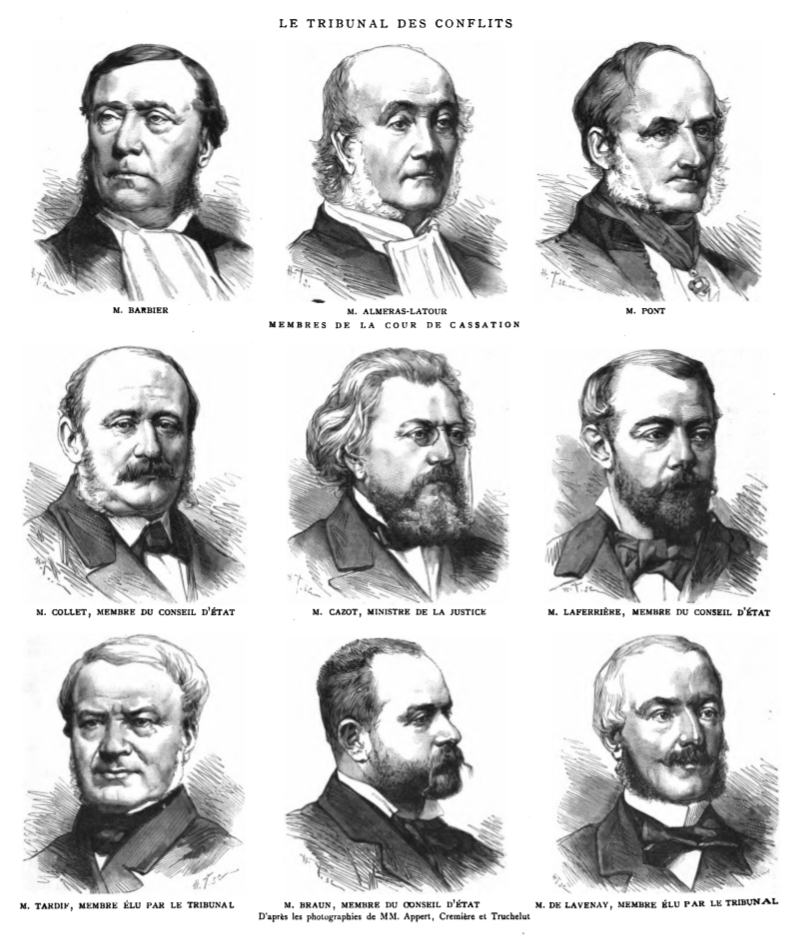
Membres du Tribunal des conflits appelés à siéger sur l'affaire des congrégations. Dessin tiré de L'Illustration.

Le 5 novembre, le Tribunal rend l'arrêt Marquigny contre Préfet du Nord qui déclare l'autorité judiciaire incompétente en la matière, sur les motifs suivants :

« Considérant qu’il ne saurait appartenir à l’autorité judiciaire d’annuler les effets et d’empêcher l’exécution de cet acte administratif ; que, sans doute, par une exception formelle au principe de la séparation des pouvoirs, cette autorité peut apprécier la légalité des actes de police quand elle est appelée à prononcer une peine contre les contrevenants, mais que cette exception est sans applications dans la cause ; — Considérant que si le sieur Marquigny et consorts se croyaient fondés à soutenir que la mesure prise contre eux n’était autorisée par aucune loi et que, par suite, le décret du 29 mars 1880 et l’arrêté précité étaient entachés d’excès de pouvoir, c’était à l’autorité administrative qu’ils devaient s’adresser pour faire prononcer l’annulation de ces actes ; — Considérant que le président du tribunal de Lille, en se déclarant compétent, a méconnu le principe de la séparation des pouvoirs, […] »

 Dans la foulée, le Tribunal se prononce de manière similaire en faveur du préfet du Vaucluse. Il semble que pour parvenir à cette décision, des membres du Tribunal avaient été remplacés en toute hâte avant le 4 novembre. L'arrêt rendu est d'ailleurs loin de faire l'unanimité ; le 6 novembre 1880, les juges de Lavenay (ancien président de chambre au Conseil d'État sous le Second Empire) et Tardif (ancien conseiller à la Cour de cassation) — membres élus par leurs pairs de la magistrature du siège, hors Cour de cassation — donnent leur démission. Tardif écrit d'ailleurs dans sa lettre au ministre de la Justice : « Ne voulant pas que mon nom soit attaché à des décisions qui blessent ma conscience de magistrat, en consacrant des mesures que je considère comme illégales, et que ma signature se trouve au bas de celles qui seraient rendues à mon rapport, j'ai l'honneur, de vous adresser ma démission de membre du Tribunal des conflits. »
Pour autant, l'escalade judiciaire se poursuit, les tribunaux civils continuant à se déclarer compétents, à trancher en faveur des religieux et à ignorer ostensiblement les arrêtés de conflits pris par les préfets. Le 8 novembre 1880, à Limoges, jugeant l'arrêt de Tribunal des conflits impuissant devant le « devoir rigoureux pour le magistrat d’accueillir les plaintes des citoyens violemment jetés de leurs demeures » le juge d'instruction Rogues de Fursac s'appuie sur le décret du 8 septembre 1870 pour contester l'irresponsabilité des hauts fonctionnaires pour justifier l'action en justice des oblats de Marie-Immaculée et des franciscains. Le préfet doit faire intervenir une nouvelle fois le Tribunal des conflits pour échapper au procès. Le 9 décembre 1880, la Chambre criminelle de la Cour de cassation abonde dans le sens du Tribunal des conflits. En effet, en se fondant sur le fait que le décret-loi du 3 messidor an XII (22 juin 1804) n'avait pas exclu l'administration du droit d'intervenir dans les expulsions, elle juge que l'arrêté préfectoral de fermeture « constitue un acte administratif […] et ne peut être, sans excès de pouvoir ni contesté, ni contrôlé par l'autorité judiciaire ». La résistance de la Cour d'appel de Poitiers, une des dernières à continuer à ferrailler contre les décrets, sera finalement brisée par un arrêt du Tribunal des conflits du 22 décembre 1880.
Par mesure de rétorsion, les républicains s'assureront que les juges impliqués dans l'opposition aux décrets antireligieux — dont Le Roy et Leroux de Bretagne — soient tous révoqués lors de la levée de l'inamovibilité du siège en 1883, et ce malgré leurs compétences juridiques indéniables.

## Bilan des expulsions

### Expulsion des Jésuites

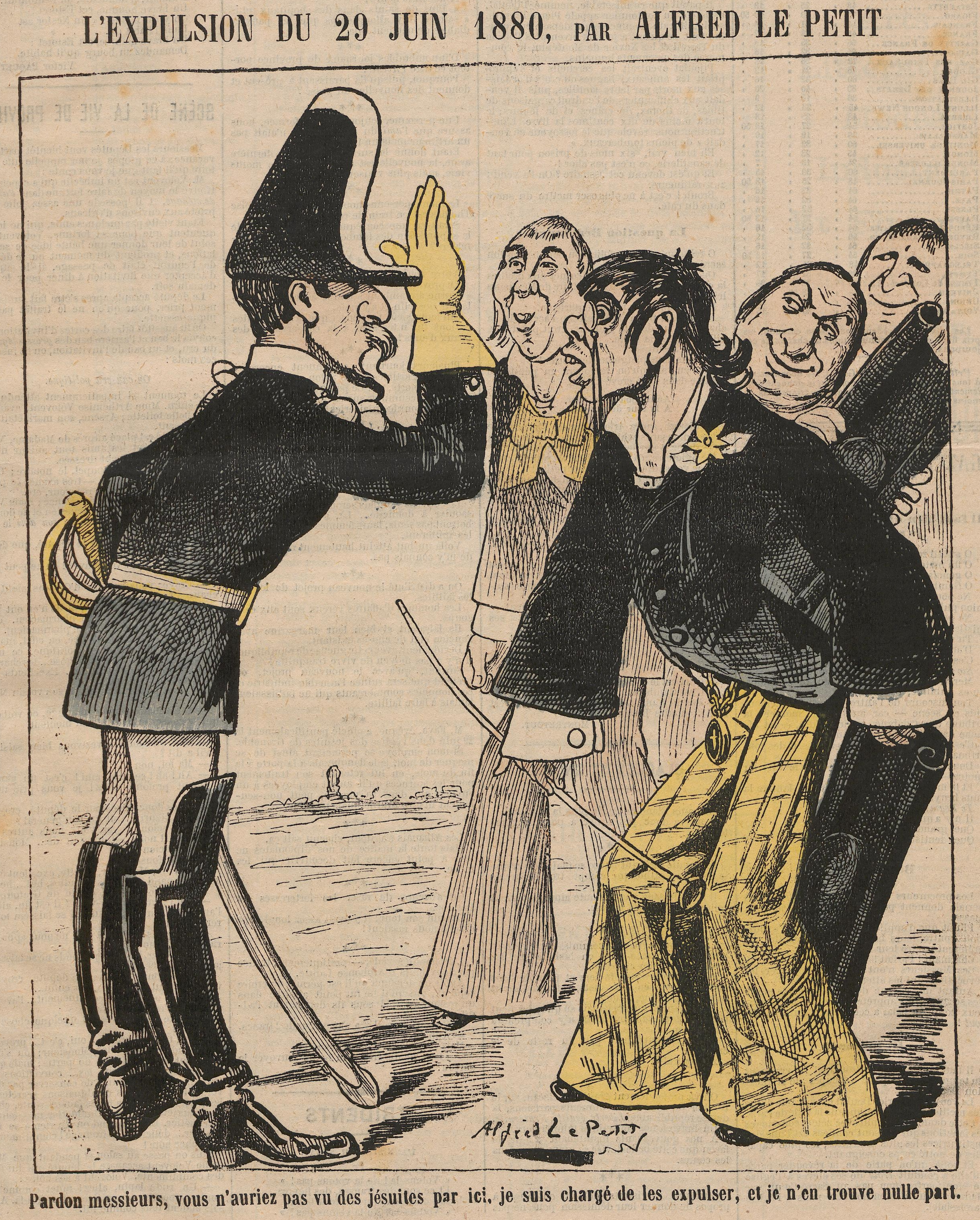
Caricature anticléricale raillant les congrégations qui se sécularisent et la mauvaise volonté de certains officiers à prêter la main à l'expulsion.

La première expulsion, qui a lieu le 30 juin 1880 sur ordre du gouvernement Charles de Freycinet, ne touche que la Compagnie de Jésus. Simultanément et dans les trente et un départements français où ils sont présents, les jésuites sont expulsés de leurs résidences. Partout les mêmes incidents se produisent avec des portes enfoncées, des serrures crochetées et des protestations pacifiques des manifestants. Certains coups d'éclats sont rapportés par la presse : ainsi, à Lille, le père Fristot rappelle que les Allemands l'expulsaient déjà de Strasbourg en 1872 ; à Toulouse les gendarmes présentent leurs armes à un aumônier militaire expulsé.
La question des maisons d'enseignement est réglée séparément. Le délai prévu pour leur évacuation expire le 31 août, entérinant l'expulsion des jésuites de leurs vingt-huit collèges. Refusant de se séculariser pour conserver la direction des établissements — et comme l'eut d'ailleurs voulu Léon XIII, mais les supérieurs de la Compagnie y renoncent par honneur —, ils l'abandonnent à des laïcs et à des séculiers. Du fait des expulsions, 496 d'entre eux se retirent — ils étaient alors 701 à gérer les collèges — mais les autres s'établissent en dehors des établissements scolaires et tentent de continuer à y donner des cours en tant que personnel enseignant.
Très vite, le ministre de l'instruction publique Jules Ferry, qui voit d'un mauvais œil ces institutions subsister, ordonne via les conseils académiques leur fermeture sous le chef de « reconstitution de congrégation ». Il en est ainsi pour l'école Sainte-Marie du Caousou à Toulouse, et pour le collège Notre-Dame de Mont-Roland à Dôle. Le prestigieux établissement Sainte-Geneviève de Paris, passé sous le contrôle des laïques, échappe par contre à la fermeture.
Du fait des expulsions, les Jésuites doivent également évacuer sept grands séminaires qu'ils avaient sous leur responsabilité.

### Seconde vague d'expulsion

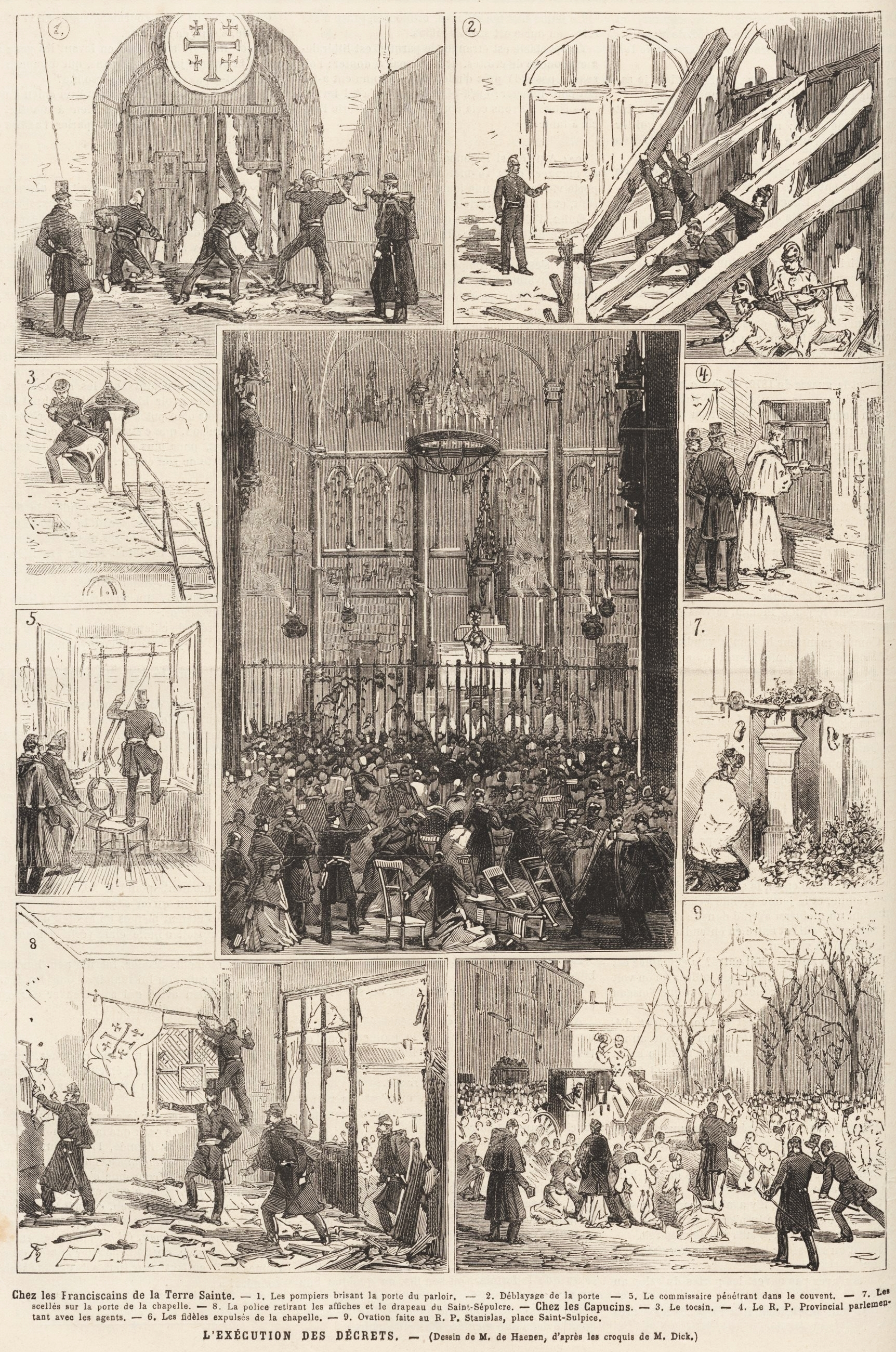
Ensemble de dessins relatant l'expulsion des Franciscains de la Terre sainte de la rue des Fourneaux et celle des Capucins de la rue de la Santé, le 5 novembre 1880, à Paris.

L'application avec rigueur du second décret par le président du Conseil Jules Ferry touche les autres congrégations masculines non autorisées du 16 octobre au 9 novembre. Les mêmes scènes d'expulsion se produisent, avec cette fois quelques incidents violents. L'armée est requise par certains préfets. L'objectif fixé aux militaires est en général d'occuper les abords des maisons religieuses, d'en interdire les abords à la foule et de prévenir tout affrontement entre les manifestants catholiques et anticatholiques, la troupe ne prenant que rarement part à l’expulsion elle-même. L'opinion publique voit néanmoins l'intervention de l'armée — cette « arche sainte » — avec « une vive émotion » et les autorités civiles doivent redoubler d'efforts pour apaiser l'inquiétude des officiers.
Mises ensemble, les deux expulsions provoquent la fermeture de 261 établissements et la dispersion de milliers de religieux : le 7 novembre, Ferry annonce 5 643 proscrits, et ce nombre atteint 6 589 en décembre 1880, soit 88 % des effectifs de 1876.
Pour échapper à l'expulsion, certaines congrégations décident d’abandonner l'habit et de se séculariser. C'est, par exemple, le choix des dominicains de l'École Saint-Elme d'Arcachon qui souhaitent protéger leur novateur collège préparatoire pour l'École navale. Ce dernier dispose notamment du trois-mâts Saint-Elme, un navire-école pour former les futurs officiers. Toutefois, à cause du climat politique délétère, le navire ne reprend plus la mer à partir du 15 juillet et le collège se consacre à un enseignement plus traditionnel. Dans de rares cas, des congrégations masculines non autorisées échappent à l'expulsion sans se séculariser. Ainsi, dans le département du Nord où les décrets étaient très impopulaires, les Trappistes de l'abbaye du Mont des Cats peuvent échapper à l'expulsion en étant considérés comme une société agricole.
Les congrégations féminines, quant à elles, sont épargnées par les républicains opportunistes ; en effet, la piété populaire dont elles sont entourées aurait provoqué des incidents autrement graves et mis en danger le gouvernement. Cependant, des municipalités anticléricales outrepassent leurs consignes et expulsent les religieuses infirmières des hôpitaux communaux.
Les expulsions de l'année 1880 peuvent être en grande partie retracées au moyen du livre Expulseurs et expulsés de Gustave de Fleurance.

## Expulsions notables

### À Paris

#### Jésuites de la rue de Sèvres (30 juin)

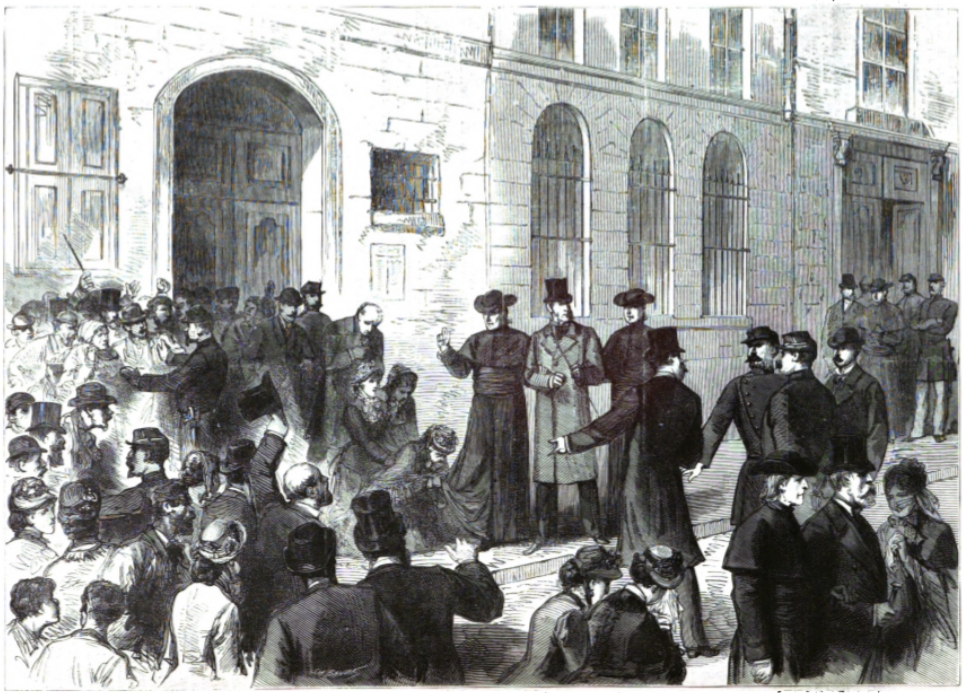
Femmes en deuil embrassant la soutane des Jésuites expulsés, tandis que les policiers s'efforcent de retenir la foule de manifestants catholiques. Dessin de L'Illustration.

Le seul établissement concerné à Paris par l'exécution du premier décret est la maison mère de la Compagnie de Jésus, sise au 33 de la rue de Sèvres. De fait, l'événement est abondamment couvert par la presse de l'époque, y compris certains journalistes étrangers.
Les commissaires Clément et Dulac paraissent le 29 juin 1880 à neuf heures pour apposer des scellés sur la porte de la chapelle, devant une foule considérable de spectateurs. Le lendemain matin, dès l'aube, un grand nombre de fidèles catholiques et d'amis des Jésuites se rassemblent devant l'établissement et, d'après L'Illustration, glissent chacun une carte de remerciement dans la boîte aux lettres. L'attente silencieuse se poursuit jusqu'à 4 h 30 du matin, heure où les commissaires reviennent, accompagnés d'une centaine de gardiens de la paix et de plusieurs officiers. Louis Andrieux, préfet de Police, est également présent. Les commissaires pénètrent dans l'établissement sous les huées et les cris de « Vivent les Jésuites ! Vive la liberté ! À bas les décrets ! ». Suivis par la foule, ils sont pris à partie avec véhémence par le député Léon de Baudry d'Asson et les sénateurs Hippolyte-Louis de Lorgeril et Hervé de Saisy ; les policiers peinent à contenir les manifestants, au nombre de 500.
La porte intérieure étant verrouillée, Clément procède à la lecture du décret d'expulsion. Le père Pitol, supérieur de la communauté, et le sénateur des Landes Lacroix de Ravignan — président de la société civile propriétaire de l'immeuble —, lui répondent à travers l'huis que les Jésuites ne céderont qu'à la force. Un serrurier vient briser la serrure. La foule menaçant à nouveau de submerger la police, deux nouvelles brigades de policiers sont nécessaires pour refouler les manifestants jusqu'aux deux extrémités du square du Bon Marché. Des coups sont échangés et le sénateur Léon d'Andigné, ayant déchiré l'uniforme d'un policier, est arrêté.
Clément et Dulac ayant pénétré dans l'établissement, eux et leurs agents se heurtent en haut du grand escalier à une trentaine de parlementaires de droite, les pères s'étant retirés dans leurs cellules. Parmi ces élus ayant passé la nuit dans le couvent, on trouve l'ancien ministre Jean Ernoul, les sénateurs Charles Chesnelong, Joseph de Carayon-Latour, Vincent Audren de Kerdrel, Adrien Tailhand et Raymond de La Croix de Ravignan et les députés Émile Keller, Émile de Kermenguy, Édouard de La Bassetière, Adolphe de Partz, François-Marie Villiers, Charles du Bodan.
Malgré les protestations des parlementaires, les commissaires font procéder au crochetage des cellules et à l'expulsion de leurs occupants. Chaque jésuite expulsé se voit donner le bras à un parlementaire différent et c'est escortés de la sorte qu'ils paraissent dans la rue de Sèvres, le père Marin et Carayon-Latour en tête. Sur leur passage, des femmes vêtues de noir s'agenouillent et baisent les mains ou la soutane de pères en faisant des signes de croix. Les religieux, à l'exception de deux gardiens et d'un infirme, sont ensuite conduits à des voitures affrétées par les parlementaires.
La chapelle ayant été mise sous scellés, le commissaire Clément refuse de permettre aux religieux de retirer le Saint-Sacrement du tabernacle. Le lendemain se présente Mgr Richard de La Vergne, coadjuteur de l'archevêque de Paris, qui fait retirer temporairement les scellés et récupère les hosties consacrées. Son retour jusqu'à l'église Saint-Sulpice de Paris est suivi par une procession de 10 000 catholiques parisiens et une messe solennelle est célébrée en l'honneur des jésuites expulsés.

Expulsion de la Compagnie de Jésus vue par Le Monde illustré
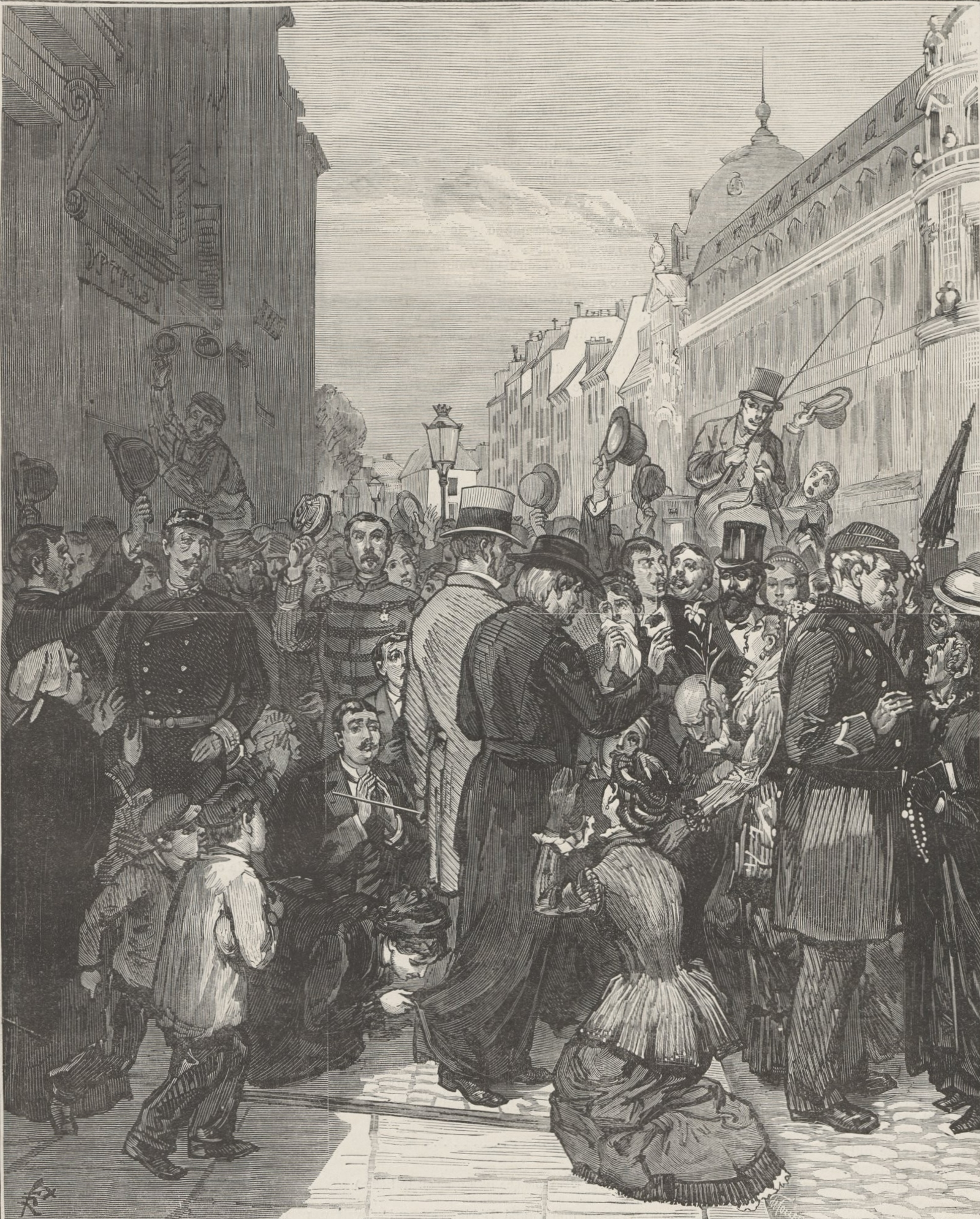
Aspect de la rue de Sèvres à six heures du matin : un jésuite au bras d'un parlementaire de droite traverse la foule qui l'ovationne et prie.
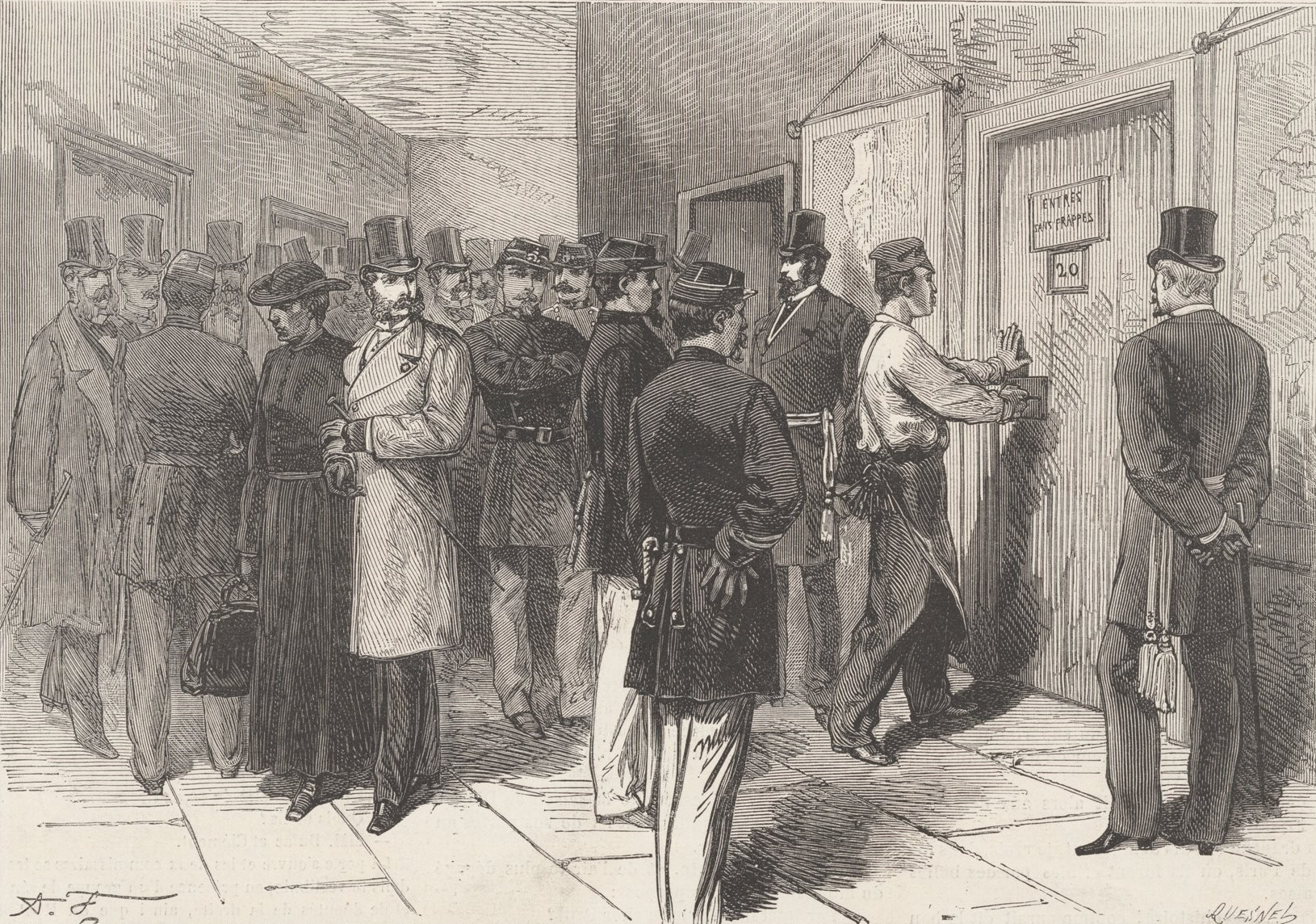
Les commissaires de police procédant au crochetage d'une cellule, tandis qu'un jésuite s'apprête à partir au bras d'un parlementaire.
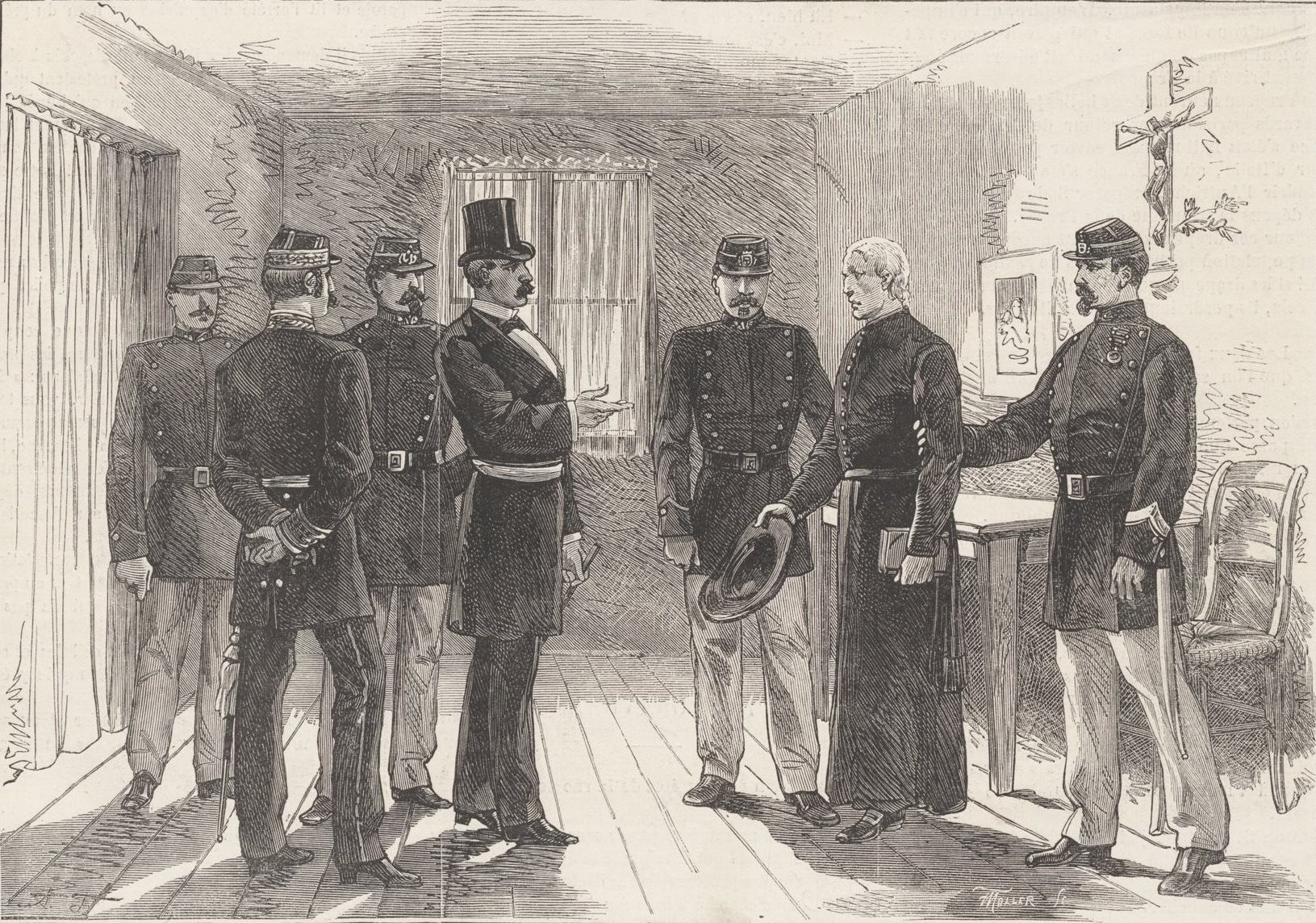
Les pères jésuites appréhendés au corps dans leurs cellules.

#### Dominicains de la rue Jean-de-Beauvais (5 novembre)

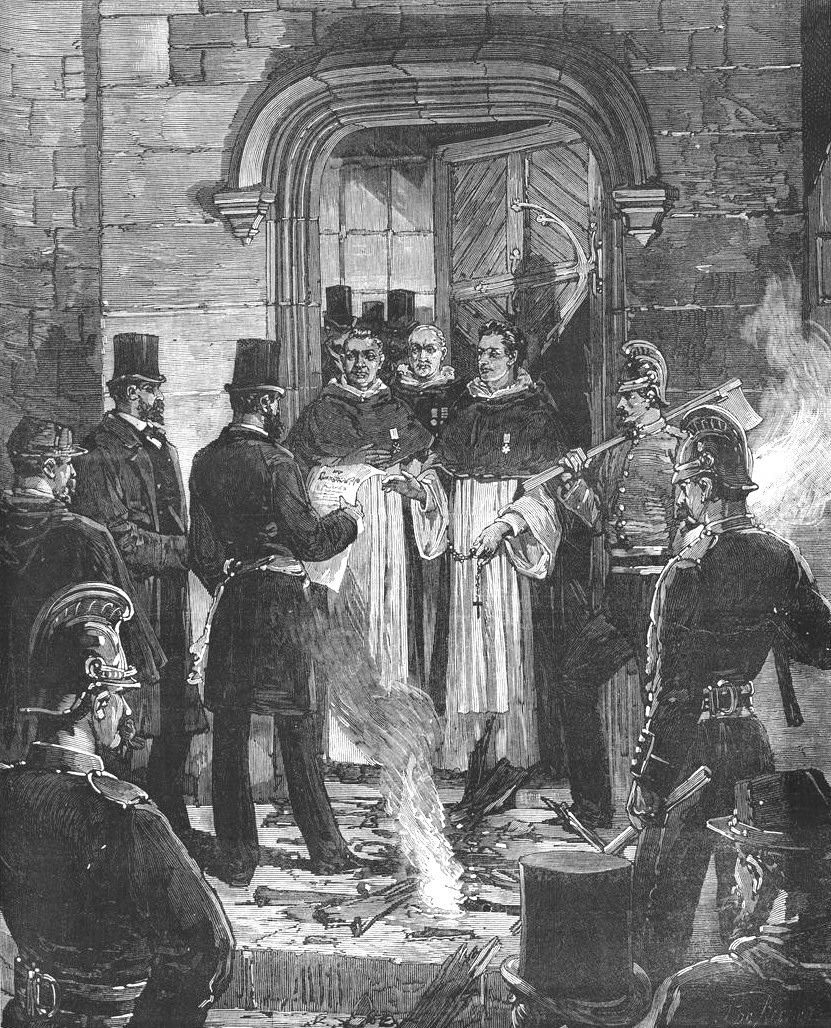
Lecture de la notification des décrets aux R. P. Mercié, Jouin et Bernard. Gravure d'après un dessin de Dick de Lonlay et publiée dans Le Monde illustré.

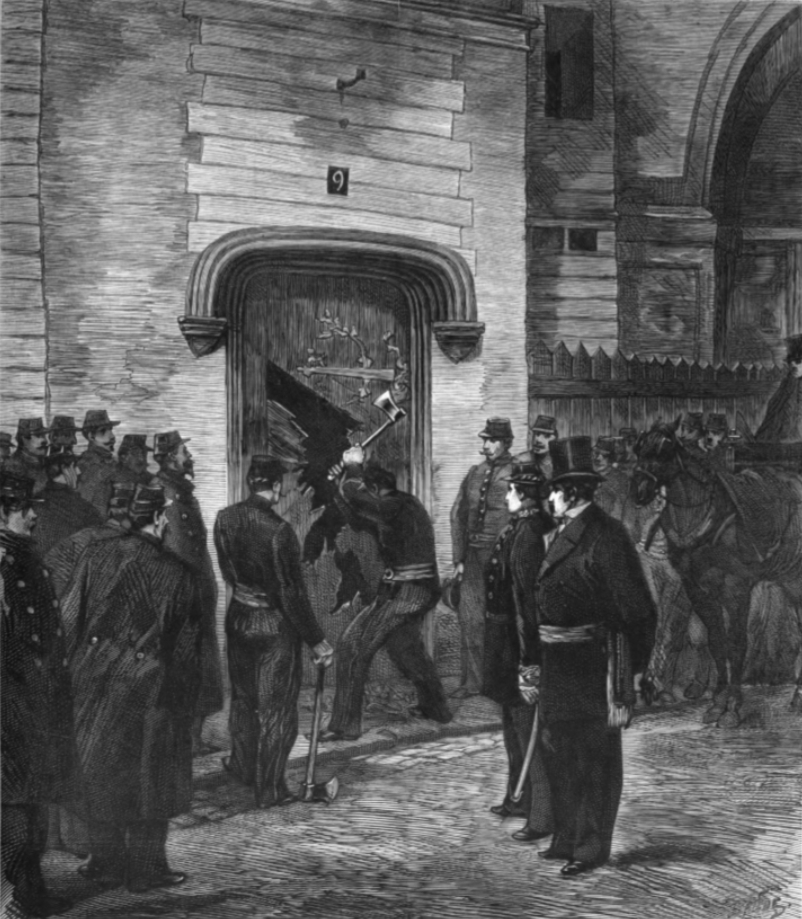
Pompiers enfonçant la porte du couvent des Dominicains. Dessin tiré de L'Illustration.

Le journaliste Dick de Lonlay donne le récit suivant de l'expulsion des Dominicains de leur maison de la rue Jean-de-Beauvais pour Le Monde illustré :

« À six heures moins dix minutes, M. Dulac, en compagnie du commissaire de police du quartier de la Sorbonne, M. Cotton d'Englesqueville, sonne à la porte du couvent des Dominicains. « Ouvrez ! Au nom de la loi ! » dit M. Cotton. « Au nom de quelle loi ? ». Le guichet se referme brusquement sur le nez des commissaires.
M. Dulac, vexé, appelle les pompiers. D'après ses ordres, ces soldats lèvent leurs haches et frappent à coups redoublés sur la porte du couvent. Cinq minutes ont suffi. La porte vole en éclats.
MM. Dulac et Cotton aperçoivent alors le P. Mercier et le P. Jouin. Ces deux Pères, sur la robe blanche portent le ruban rouge et la croix de la Légion d'honneur. Oh ! ce n'est rien. Un simple souvenir de la guerre de 1870. Dans le Nord, par là-bas, avec Faidherbe, aux environs de Bapaume, ces deux religieux ont été décorés pour leur conduite héroïque sur le champ de bataille. Le Frère Bernard est là aussi. La médaille de Crimée et celle d'Italie brillent sur sa poitrine. C'est un vieux zouave, de ceux qui prirent Malakoff.
« Messieurs », dit le Frère Bernard aux commissaires qui essayent de lire la signification des décrets, « il y a dix ans, vous nous défendiez contre les communards, aujourd'hui vous marchez sur leurs traces. »
Les agents pénètrent ensuite dans le parloir, qu'une porte vitrée sépare du cloître. Des panneaux ont été fixés sur les glaces. Les haches frappent la porte et les vitres volent en éclats. Les pompiers hésitent un instant sous cette mitraille nouvelle. La porte cède enfin. Les cellules sont successivement envahies et les religieux chassés.
Les Pères Jouin, Mercier, Monjardet et Bernard restent gardiens du couvent. »

Le Soleil précise également que le sénateur Louis Buffet et d'autres laïques assistaient les pères et que quatre d'entre eux ont été arrêtés, dont Henry Cochin, le poète Lucien Augé de Lassus et Louis Teste, journaliste du Gaulois.

#### Capucins de la rue de la Santé (5 novembre)

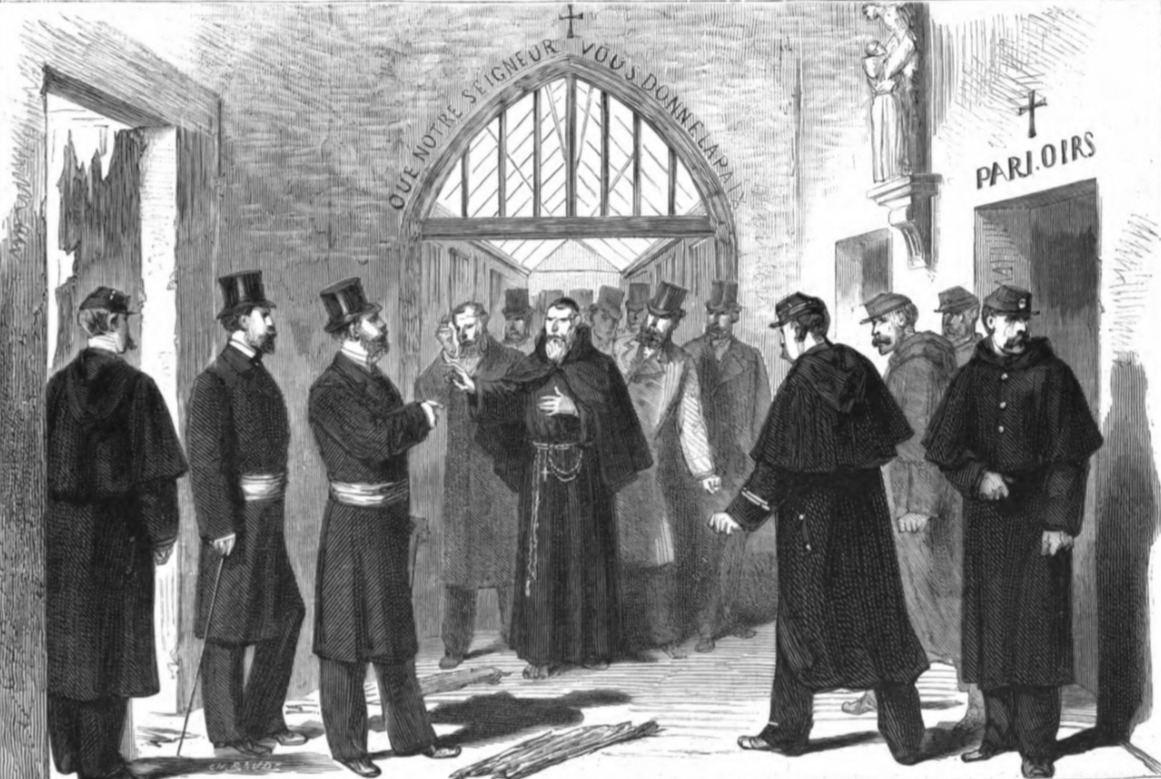
Arrestation du père Arsène, supérieur des Capucins, sur ordre du commissaire Clément. Dessin tiré de L'Illustration.

Dès le mois d'octobre 1880, les Frères mineurs capucins de la rue de la Santé s’attendent à l'expulsion. Aussi, chaque soir, plus d'une centaine de catholiques s'installent dans la grande salle d'étude des pères, convertie pour l'occasion en dortoir. Parmi ces laïques qui viennent assister les Capucins, on peut citer un certain nombre de personnalités célèbres : le sénateur Raymond de Malherbe, le militant catholique Charles Ozanam, le journaliste Georges de Fourcy (fils d'Eugène de Fourcy), le diplomate Léon-Édouard Amelot de Chaillou, le général Charles Camô, l'ingénieur Gustave de Ponton d'Amécourt, le royaliste Jacques Libman, etc.

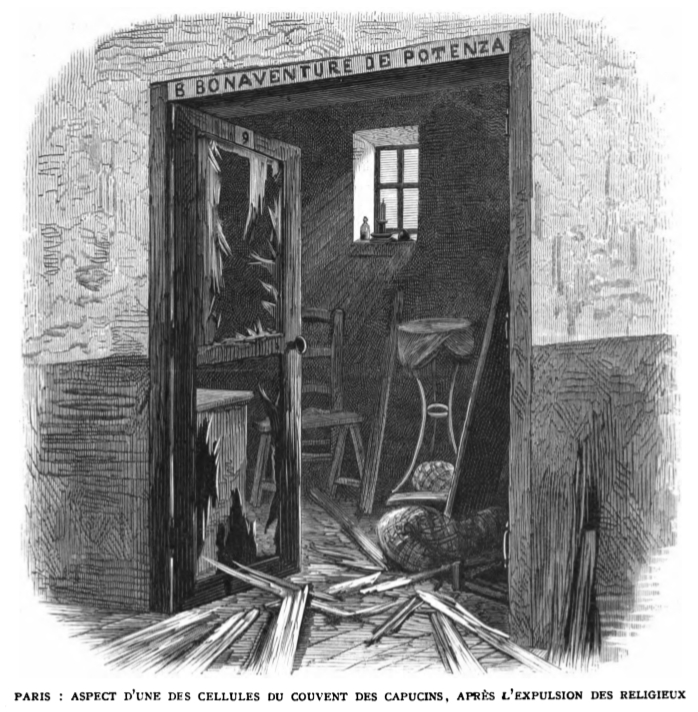
État du couvent après le passage des forces de l'ordre, dessin tiré de L'Illustration.

Dans la nuit du 5 novembre 1880, à cinq heures du matin, le couvent est investi par deux cents sergents de ville et vingt pompiers. À 6 h 35, le commissaire aux délégations judiciaires Clément et le commissaire Fehninger pénètrent avec une dizaine de policiers dans la chapelle pendant que le père Clément célèbre la messe. La messe finie, alors que le Saint-Sacrement est en train d'être rangé et que l'assemblée chante le Magnificat, Clément ordonne l'évacuation de la chapelle. Les fidèles refusant d'obéir et se retranchant au fond de la salle, les policiers doivent les mettre dehors de force et les arracher des grilles qui séparent les assistants du chœur où se trouvent les Capucins.
La chapelle évacuée, Clément fait boucler le couvent et s'entretient avec le père provincial au travers du guichet. Après lui avoir détaillé l'arrêté du préfet de Police ordonnant la dissolution de la communauté, il le somme d'ouvrir la porte et se voit opposer un refus. Trois pompiers enfoncent alors la porte tandis que les religieux sonnent le tocsin. Une seconde porte doit être enfoncée pour parvenir dans le cloître, où se trouvent le père provincial Arsène, les autres religieux et trente laïques parmi lesquels Libman, Ozanam, Ponton d'Amécourt et de Fourcy. Ces derniers accueillent les forces de l'ordre aux cris de « Vivent les Capucins ! Vive la liberté ! ».
Le père Arsène s'avance vers Clément et l'apostrophe en les termes suivants : « Vous devez savoir qu'après ce que vous venez de faire, vous êtes excommunié, vous et tous ceux qui participent à votre triste besogne », ce à quoi le commissaire rétorque : « Vous outragez un magistrat en fonctions ; au nom de la loi, je vous arrête ! ». Le père Arsène est emmené à la prison de la Santé, tout comme Libman et Ozanam qui sont intervenus. Après cet incident, Clément fait procéder à l'enfoncement des portes des cellules situées au premier étage et fait expulser douze religieux. Les autres laïques présents sont également interpellés et conduits à la Santé d'où ils sont relâchés à neuf heures du soir.

Expulsion des Capucins de la rue de la Santé, vue par Le Monde illustré.
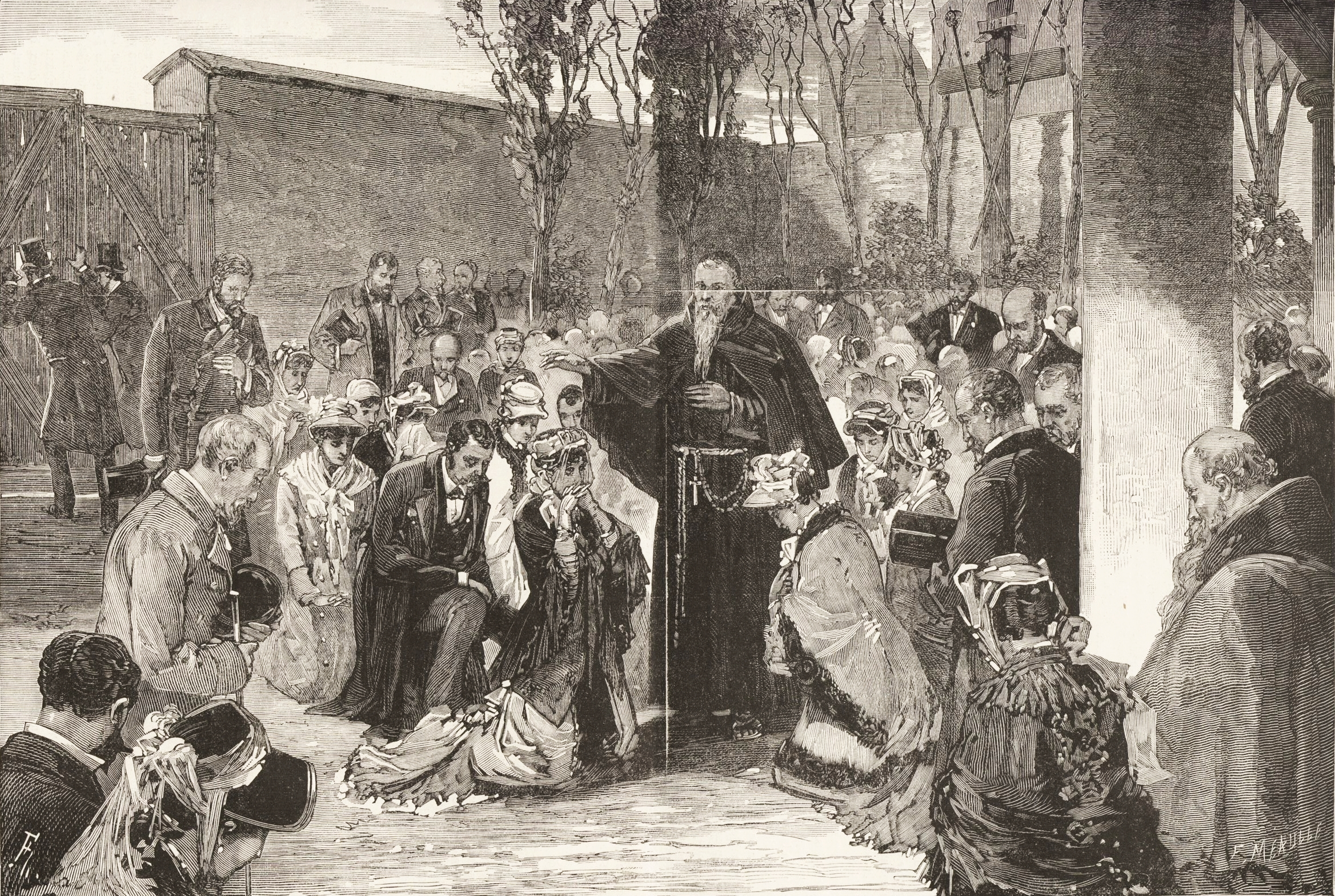
Le père Arsène bénissant les amis des Capucins, le 30 octobre 1880, dans la cour du couvent.
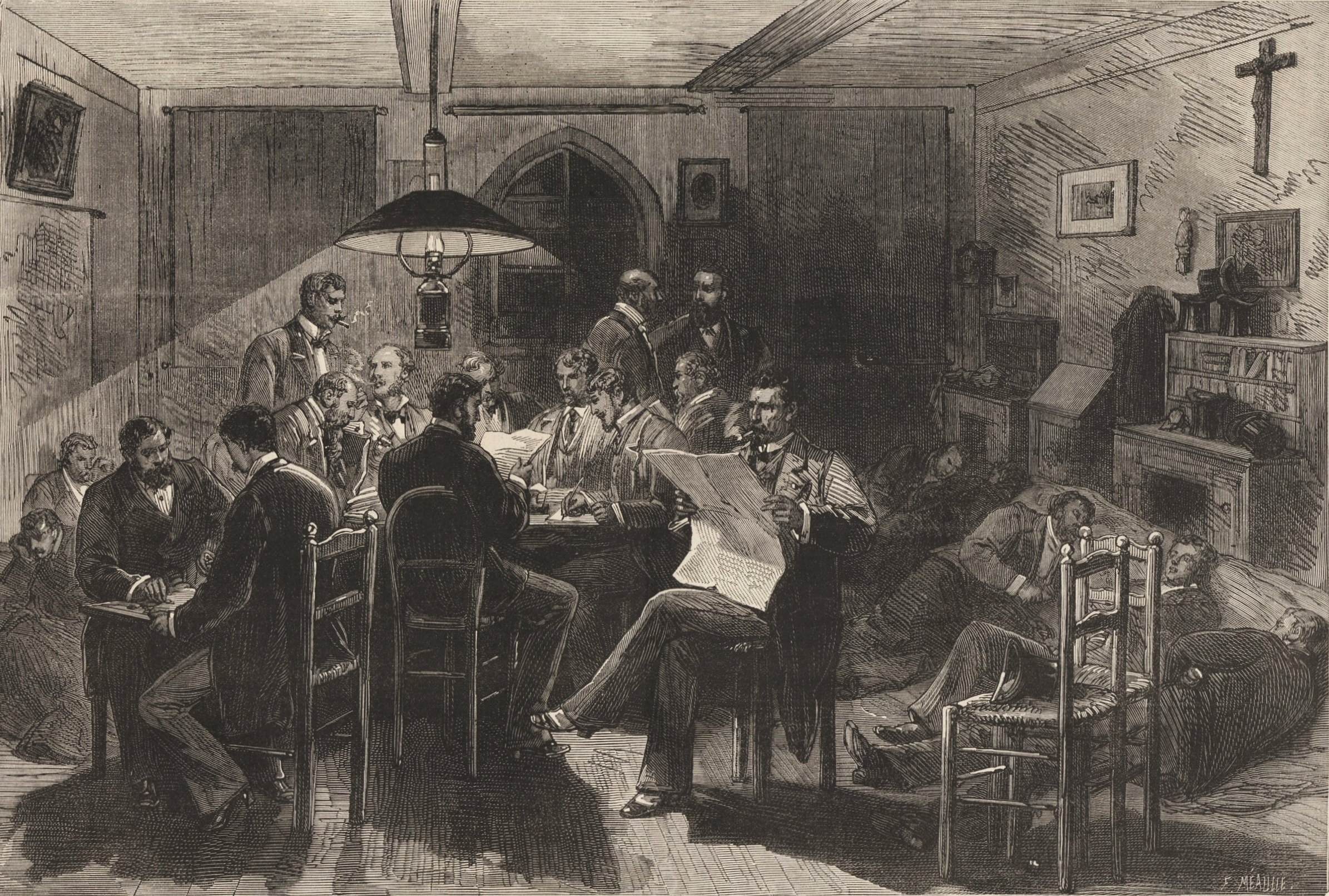
Défenseurs des religieux dans la salle d'études des Capucins, le 4 novembre 1880 au soir.
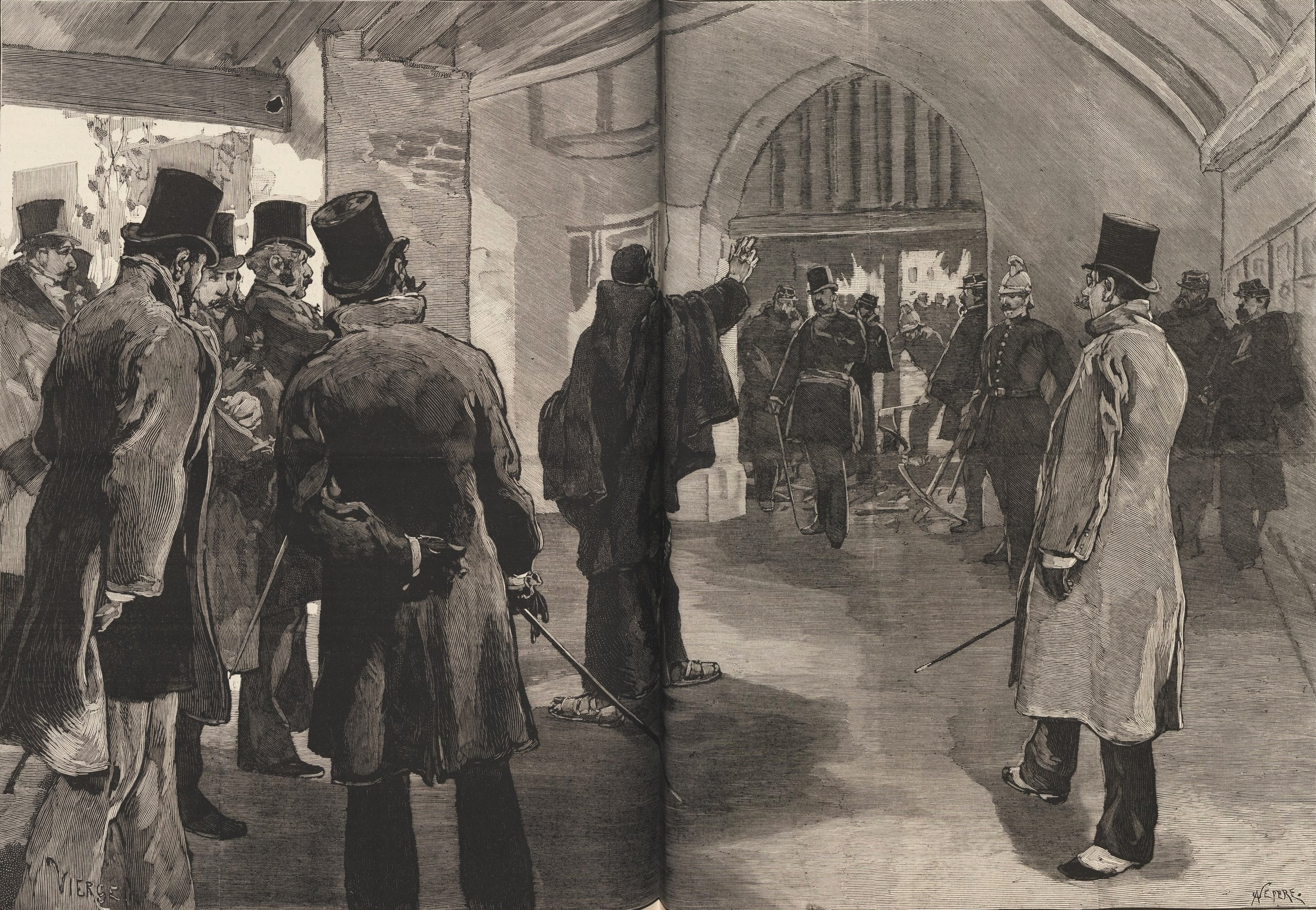
Le père Arsène annonce au commissaire Clément son excommunication, le 5 novembre 1880.

### Dans le reste de la France

#### «Siège de Frigolet»(5-8 novembre)

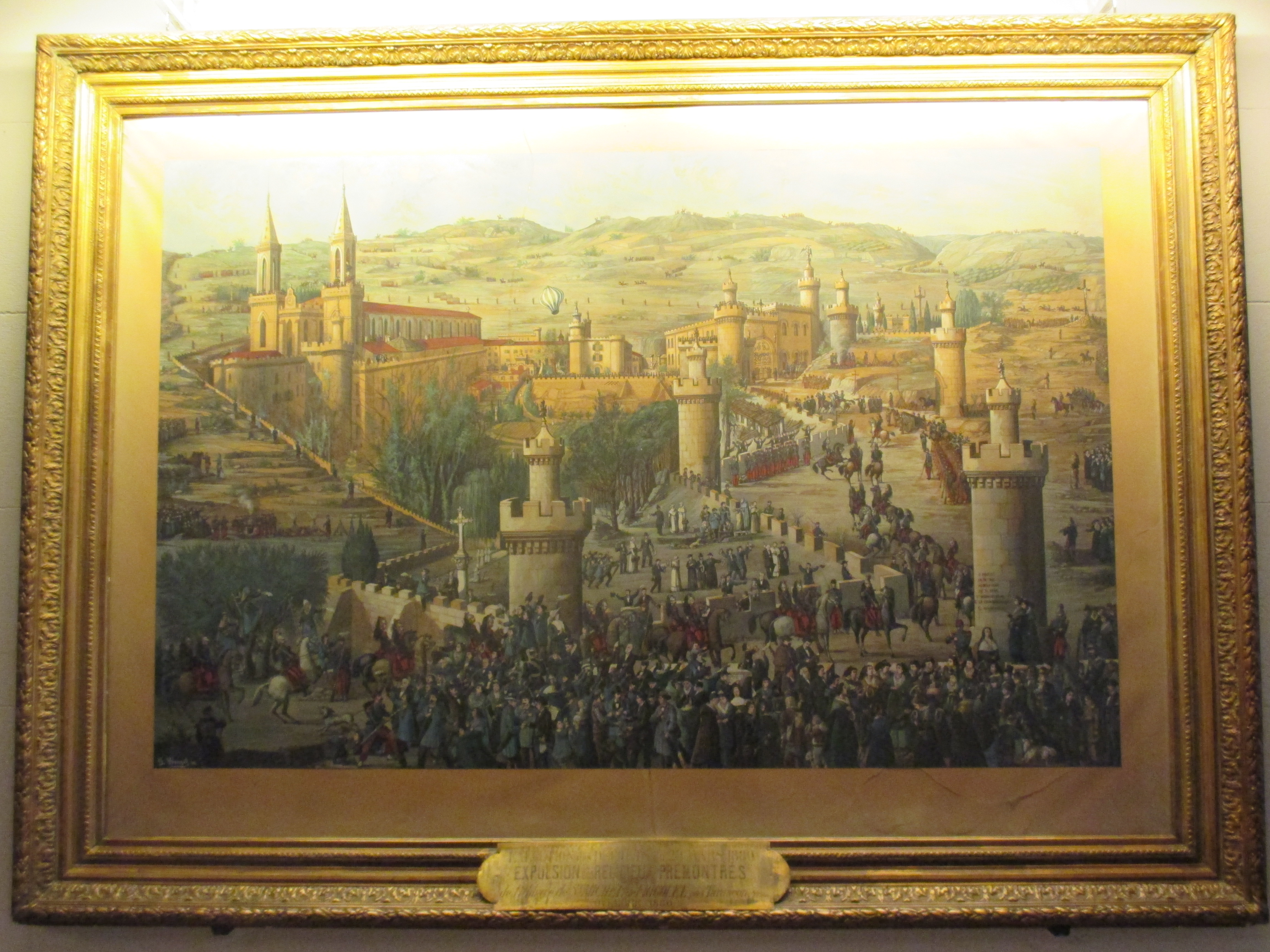
Application des décrets du 29 mars 1880 : Expulsion des religieux Prémontrés. Tableau de F. Wenzel, peint en 1881 et conservé à l'Abbaye Saint-Michel de Frigolet.

Le 5 novembre, les Prémontrés doivent être expulsés par la police de l'abbaye Saint-Michel de Frigolet, sise à Tarascon au sein d'une enceinte fortifiée. La police, appuyée par la gendarmerie, ne peut pas procéder à l'application des décrets, la soixantaine de religieux s'étant retranchée dans l'abbaye avec 3 000 laïcs, dont Frédéric Mistral, Joseph de Cadillan, ancien député et maire de Tarascon, Hyacinthe Chauffard, ancien maître des requêtes, le comte Hélion de Barrème, publiciste, et le comte Pierre Terray, futur maire de Barbentane.
Devant cette résistance imprévue, Eugène Poubelle, préfet des Bouches-du-Rhône, réquisitionne — sur la demande du général Farre, ministre de la Guerre — le général Guyon-Vernier et le met à la tête du 26e régiment de dragons pour aller déloger les Prémontrés. Disposant de trois escadrons — c'est-à-dire 240 cavaliers —, le général met en place un blocus de la forteresse, empêchant quiconque d'entrer mais permettant aux assiégés de sortir, ce que ces derniers mettent à profit pour faire évacuer les femmes. Des canons sont aussi installés, pointant vers l'abbaye.
Pendant que les catholiques enfermés dans l'abbaye chantent des cantiques et rédigent des bulletins, les troupes continuent le blocus. Guyon-Vernier fait relever deux escadrons de cavalerie par 500 hommes d'infanterie du 141e de ligne et conserve 80 dragons pour continuer à mailler les environs. Beaucoup de laïcs ayant quitté la forteresse, il ne reste plus que 800 hommes avec les religieux, tandis qu'une foule de 2 000 catholiques sont rassemblés dans les environs et tenus à distance par les troupes.

C'est le moment que choisit Guyon-Vernier pour lancer l'assaut : l'autorité civile procède aux sommations légales et, devant le refus des Prémontrés, les portes de la place-forte sont enfoncées et la grille crochetée. Au moment de son interpellation, le révérend père déclare : « Nous sommes dans le douloureux devoir de vous déclarer que, vous et vos commettants, vous tombez sous le poids de l'excommunication majeure réservée au pape ». Soixante-huit religieux en habit sont interpellés et escortés à Tarascon par les dragons, tandis que deux religieux malades sont autorisés à demeurer sur les lieux.

Le siège de Frigolet vu par la presse illustrée
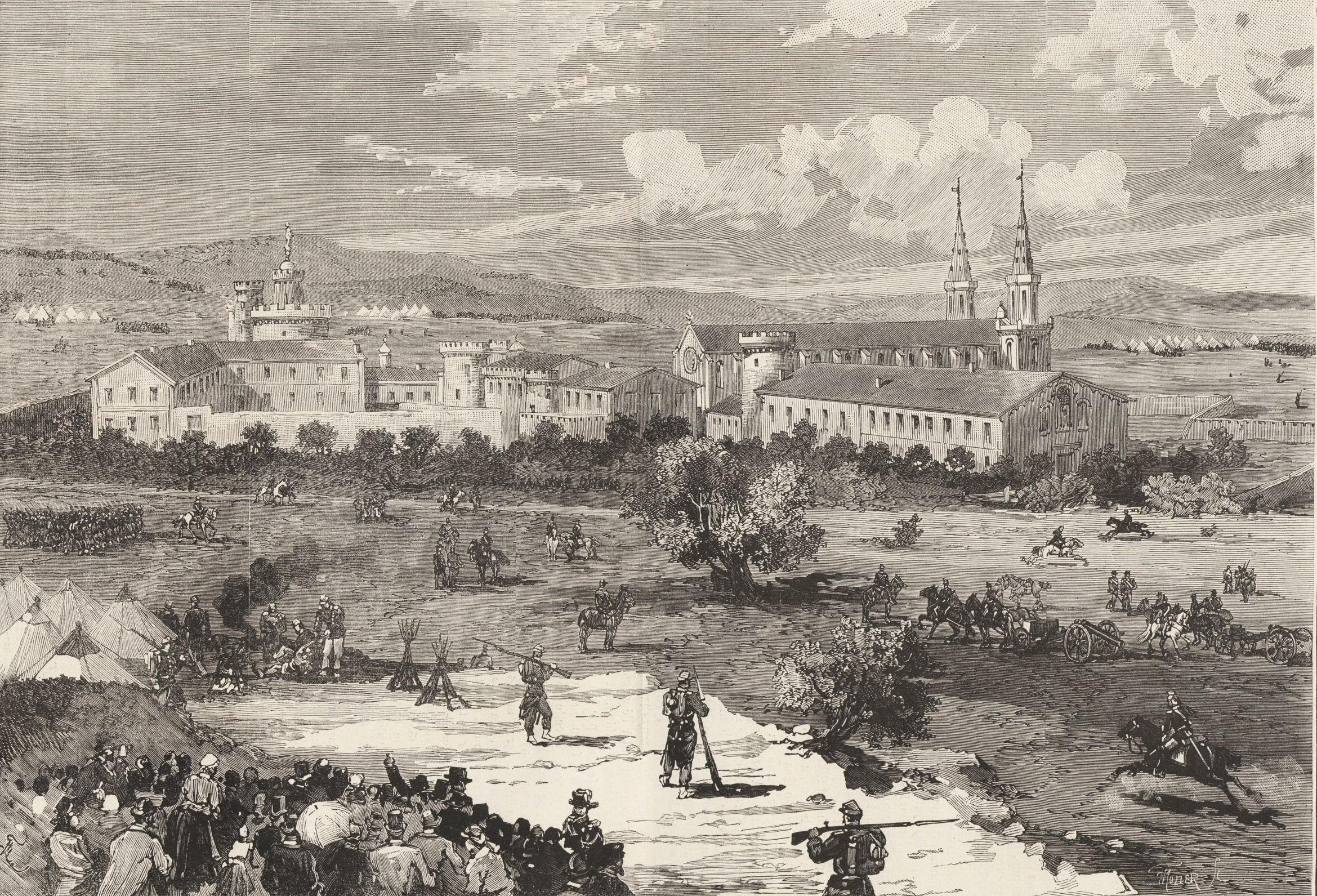
Emplacement des troupes du général Guyon-Vernier, le 8 novembre 1880. Dessin du Monde illustré.
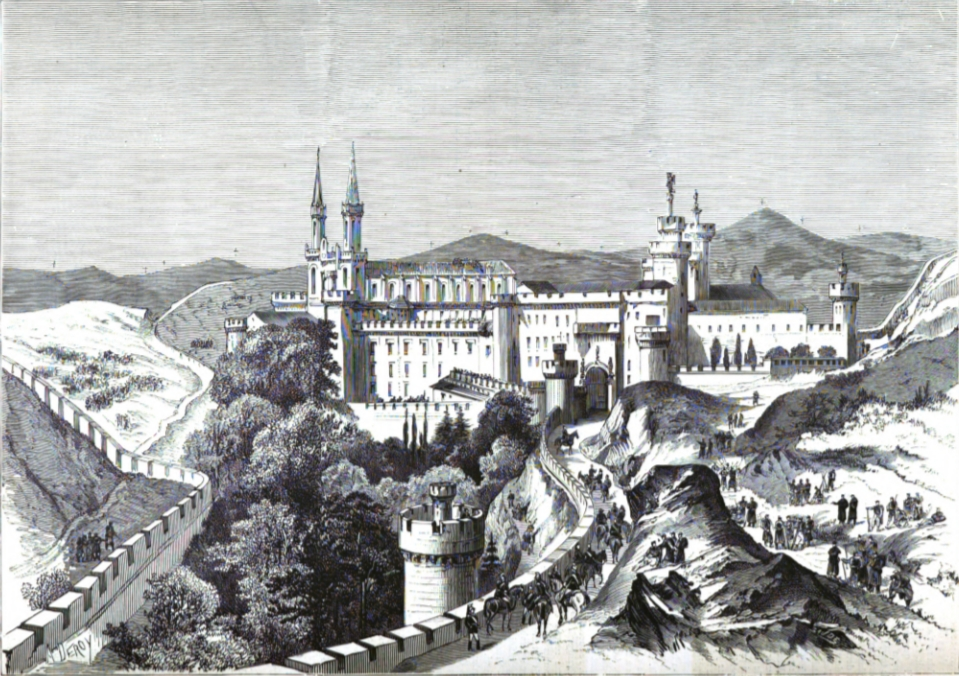
Le couvent des Prémontrés cerné par les troupes, positionnées sur les crêtes. Dessin de L'Illustration.
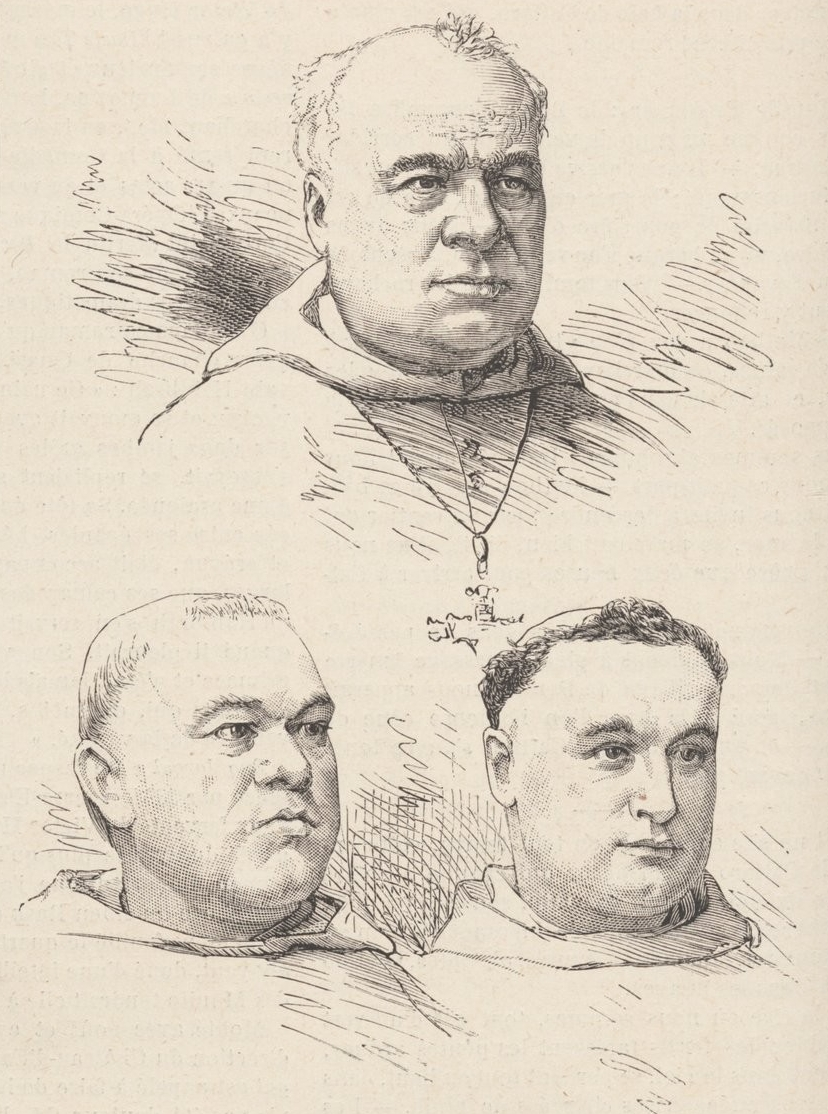
Les administrateurs de l'Abbaye qui ont dénoncé le siège à la Cour d'appel d'Aix-en-Provence.

#### Solesmes (5 novembre), Bellefontaine (6 novembre) et Tamié (7 novembre)
L'expulsion des religieux de l'abbaye Notre-Dame de Bellefontaine et de l'abbaye Saint-Pierre de Solesmes donnent également lieu à des scènes violentes. À Bellefontaine, près d'Angers, des milliers de personnes entourent l'abbaye pendant trois jours pour la protéger des forces de l'ordre. Finalement, les 70 trappistes sont expulsés par 500 hommes du 135e de ligne et six brigades de gendarmerie. Mgr Freppel, député et évêque d'Angers et Henri de Durfort-Civrac, vice-président de la Chambre des députés, accompagnent les religieux et les soutiennent lors de l'évacuation. À Solesmes, près de Sablé-sur-Sarthe, 200 à 300 soldats sont nécessaires pour procéder à l'expulsion des Bénédictins, tandis qu'une foule prodigue à ces derniers des marques de respect et proteste contre leur exil forcé.
Les Trappistes de l'abbaye Notre-Dame de Tamié sont expulsés le 7 novembre 1880 par sept brigades de gendarmerie et 50 hommes de ligne. Les opérations ayant commencé à sept heures du matin, elles se prolongent jusqu'à deux heures de l'après-midi tant les portes de fer de l'abbaye étaient étayées par des madriers épais. Les forces de l'ordre doivent également ouvrir par la force chaque cellule de l'abbaye pour expulser les vingt-cinq religieux,.

#### Émeute de Tourcoing (8 novembre)

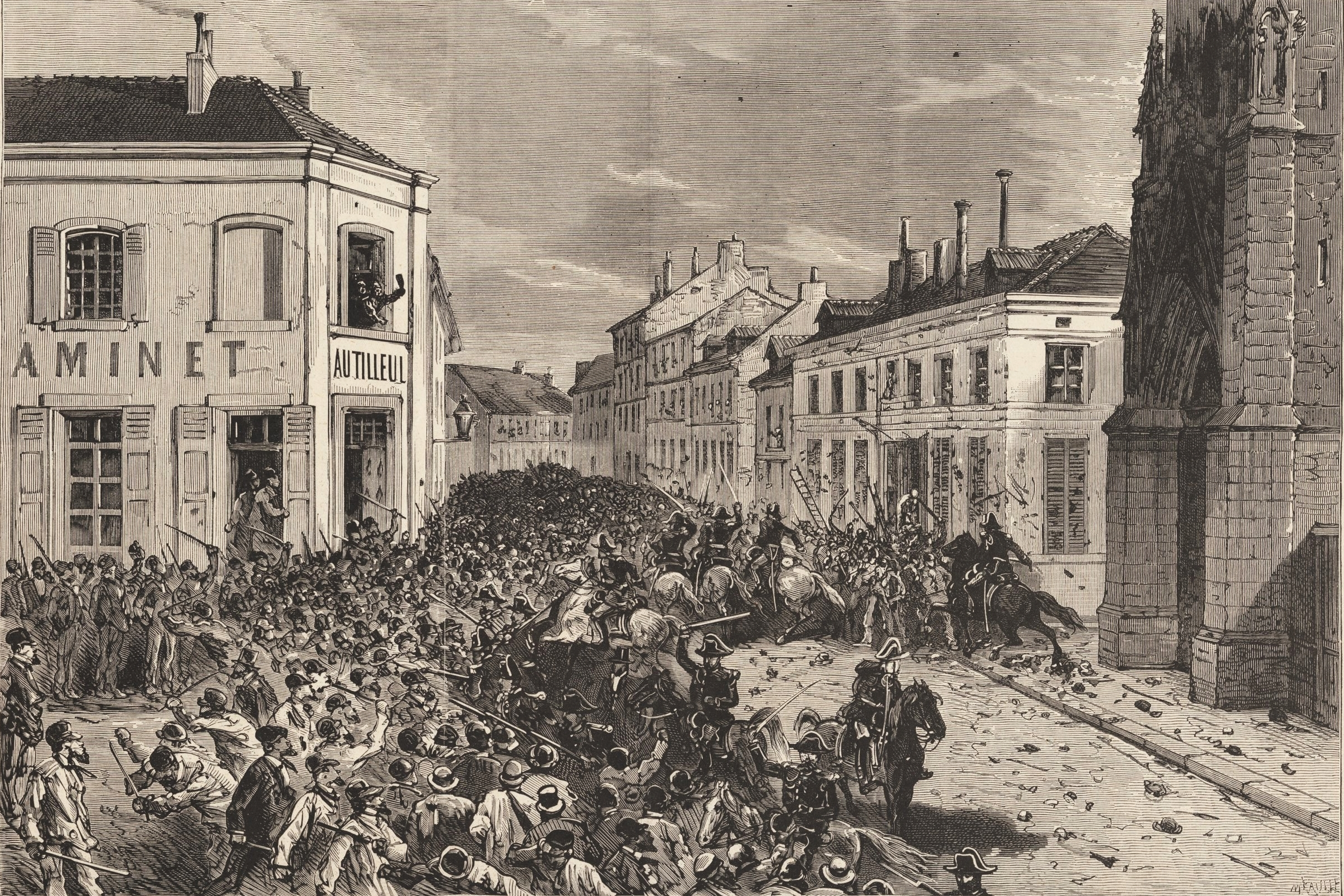
La gendarmerie charge les émeutiers pour protéger le couvent des maristes de Tourcoing.

Le 8 novembre, le bruit court que les pères maristes de Tourcoing vont être expulsés. En début d'après-midi, un millier de catholiques manifestent autour du couvent des maristes aux cris de « Vivent les pères ! » et « À bas les décrets ! ». Mais des émeutiers favorables au départ des religieux se rassemblent et des rixes éclatent. D'abord repoussée par les militants catholiques, la foule revient à la charge, malgré les efforts du commissaire central.
Les émeutiers assaillent alors le couvent à coup de briques, brisent les vitres, tentent de jeter à bas la statue de la Vierge surplombant la porte d'entrée et essayent de pénétrer dans le bâtiment par les fenêtres. L'ordre ne parvient à être rétabli que par la gendarmerie mandée depuis Lille ; dans la soirée, plusieurs charges de cavalerie sont nécessaires pour dégager le couvent. On déplore alors 80 blessés parmi les émeutiers (dont deux graves) et deux parmi les gendarmes.
Le 9 novembre, les Maristes sont expulsés par la police au petit matin, cette dernière ayant pénétré dans l'établissement par les fenêtres.

## Conséquences

### Un exil relatif des congrégations
Le devenir des congrégations expulsées est très divers. Le comité de jurisconsultes des congrégations du baron de Mackau conseille aux religieux de trouver d'autres locaux et de recommencer leur vie en communauté de manière moins ostensible, c'est-à-dire en réduisant la taille des groupes, en choisissant des lieux moins isolés et en évitant d'aménager les locaux pour faciliter la vie en communauté. En effet, la constitution de congrégation n'étant pas un délit, les religieux ont la liberté de se réinstaller ailleurs pour reprendre la vie en communauté. Le gouvernement peut ensuite disperser cette congrégation de fait, mais aucune sanction supplémentaire n'est applicable. Ainsi, un certain nombre de communautés font le choix de vivre entre quelques mois et quelques années dans des maisons voisines, mises à leur disposition par des laïcs, avant de se réinstaller dans leur couvent.
D'autres congrégations, rejetant cette existence en marge de la légalité et le risque d'une nouvelle expulsion, décident de s'exiler. Parmi les destinations principales figurent l'Espagne, la Belgique, l'Italie, le Royaume-Uni et le Québec. Certaines communautés s'en vont jusqu'aux États-Unis, en Océanie ou en Chine.

#### Installations en Espagne

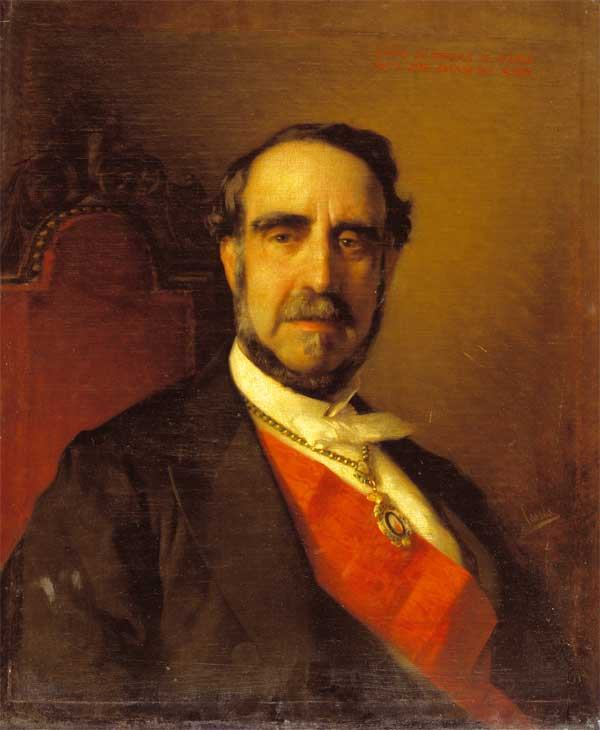
Portrait à l'huile sur toile de Mariano Roca de Togores, marquis de Molíns.

En mai 1880, l'ambassadeur de France Benjamin Jaurès obtient du président du Conseil des ministres espagnol Antonio Cánovas qu'il interdise dès mai 1880 l’installation de congrégations exilées dans les régions espagnoles limitrophes, et que toutes les autres installations soient soumises à l'autorisation du gouvernement espagnol. Le gouvernement français craint en effet que des îlots de contre-révolution ne se créent à la frontière.
Malgré cette concession et de rares incidents, l'Espagne se révèle un havre accueillant pour les religieux français. En effet, le marquis de Molins, ambassadeur de l'Espagne, voit dans les actions des républicains opportunistes « une politique qui édicte les mesures les plus sévères contre les religieux, alors qu'une large amnistie est proclamée envers les assassins et les incendiaires de la Commune » et s'inquiète du sort des congréganistes espagnols établis en France. De fait, il accueille les demandes des religieux français avec bienveillance et leur écrit de nombreuses lettres de recommandation pour le gouvernement espagnol. D'autre part, la Restauration monarchique espagnole est une période favorable à l'installation des congrégations, à rebours du climat anticlérical qui avait marqué la crise dynastique des années 1830. Si le gouvernement espagnol ne les subventionne pas, les nouveaux venus trouvent une aide financière auprès du clergé espagnol, de la population locale, des religieux français déjà établis de longue date et dans les fonds collectés par le Denier des Exilés qui, géré par le comte de Beaurepaire, parvient à rassembler 600 000 francs.
Sur les 6 589 religieux expulsés, l'Espagne en reçoit environ 840 (soit 13 %), en majorité originaires de congrégations du Sud-Ouest de la France. Les principales congrégations à s'exiler en partie en Espagne sont les Jésuites (au monastère de San Salvador de Oña et au monastère d'Uclés), les Bénédictins (au prieuré Saint-Dominique de Silos), les Capucins (au couvent de Santo Domingo et à Manresa) les Assomptionnistes (à El Burgo de Osma), les Carmes déchaux (dispersés dans tout le pays puis rassemblés à partir de 1883 à Calahorra), les Dominicains (à Salamanque et Belmonte) et les Franciscains (au couvent de Nuestra Señora de Loreto). Les congrégations françaises autorisées (tant féminines que masculines) ouvrent également des maisons-refuges et des établissements en Espagne de crainte que les mesures anticléricales de la République ne soient durcies.

#### Installations en Amérique du Nord
Le nord des États-Unis attire un certain nombre de congrégations expulsées : par exemple, la Congrégation de Sainte-Croix déplace sa maison-mère à Notre Dame (Indiana), les Dominicains fondent en 1881 un couvent à Lewiston (Maine) pour accueillir les exilés français et les Eudistes s'installent à Troy (New York).
Toutefois, la majorité des religieux français qui prennent la route de l’Amérique du Nord s'installent au Québec, qui a l'avantage d'être à la fois francophone et catholique. Parmi les congrégations qui s'y installent, les principales sont les Trappistes — qui s'installent à l'Abbaye d'Oka — et les Montfortains — qui fondent le village de Monfort et entraînent à leur suite les Filles de la sagesse. L'origine de ces religieux au tempérament pionnier est la Vendée blanche, connue pour ses traditions contre-révolutionnaires, ce qui explique en partie leur méfiance envers la République et leur exil.

#### Retour des congrégations
Un grand nombre de congrégations parviennent dans les années qui suivent à revenir occuper leurs anciens établissements. Le cas de l'abbaye Notre-Dame de Bellefontaine est remarquable : une fois les trappistes expulsés, un certain nombre de soldats doit être mobilisé pour garder le bétail de l'abbaye, si bien que les moines sont autorisés à réintégrer leur abbaye cinq semaines après avoir été expulsés ! Les situations sont néanmoins très diverses et certaines communautés sont dispersées pendant plus de quinze ans. Ainsi, les bénédictins de l'abbaye Saint-Pierre de Solesmes, après avoir vécu dans des maisons et des manoirs des environs, tentent de se réinstaller dans l'abbaye en mars 1882 mais ils sont à nouveau expulsés par un détachement de gendarmerie. L'abbé dom Delatte s'efforce à partir de 1890 de récupérer l'abbaye. À la demande de Marie-Christine d'Autriche, reine régente d'Espagne, il reçoit l'appui de l’ambassadeur d'Espagne Fernando León y Castillo qui contribue à faire aboutir sa demande. Après cinq années de tractations, il obtient finalement la réintégration de l'abbaye le 23 août 1895.
Dès 1882, des religieux exilés reviennent de l'étranger pour reformer leurs congrégations. La détente entre le Saint-Siège et le gouvernement français commence en 1885 et culmine avec le Ralliement demandé en 1892 par Léon XIII, auquel l'Esprit nouveau d'Eugène Spuller fait pendant. De fait, le mouvement de retour des congrégations en France s'accélère à partir de 1885. Les Jésuites d'Uclès sont les derniers à quitter l'Espagne, en 1897.

### Vers la fin de l'enseignement congréganiste

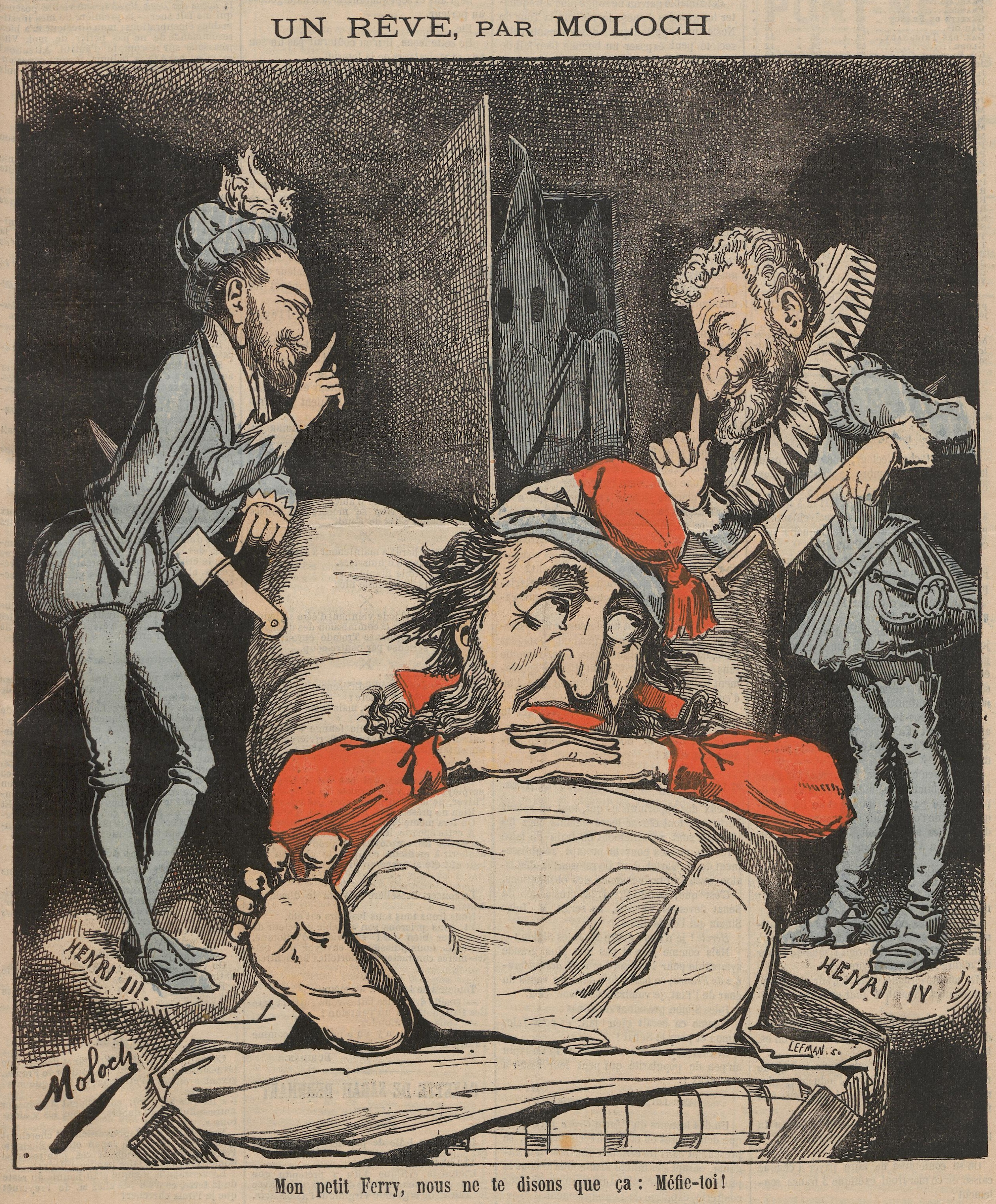
Caricature anti-Jésuites du Grelot montrant Jules Ferry averti en rêve par Henri III et Henri IV qu'il va lui aussi être assassiné.

Pour Jules Ferry et la Gauche républicaine, l'expulsion des congrégations n'est qu'une étape dans le combat contre le cléricalisme et pour la laïcisation de l'enseignement. Ainsi, le 21 décembre 1880, peu après la fin de l’exécution des décrets, le député Camille Sée, un des proches de Jules Ferry, propose une loi ouvrant un enseignement secondaire public féminin où le catéchisme est remplacé par des cours de morale laïque. Cette loi ayant été votée, Jules Ferry fait ensuite adopter la création de l'École normale supérieure de Sèvres afin de former des professeurs féminins pour ces lycées de filles. Les républicains modérés ont atteint un de leurs objectifs : l'Église catholique n'a plus désormais le monopole de l'enseignement secondaire des filles.
Pour ce qui est de l'enseignement primaire des filles et des garçons, la loi Ferry du 16 juin 1881 en établit la gratuité, complétée de son caractère laïque et obligatoire par la loi Ferry du 29 mars 1882. L'école primaire devient ainsi le porte-drapeau d'une Troisième République triomphante du cléricalisme ; les « hussards noirs » y éduquent les écoliers pour en faire des citoyens libres et des patriotes fervents. Le conflit éclate alors autour de l'école laïque, accusée par les catholiques de donner une image négative de l’Église et de professer l’antireligion sous des dehors de neutralité : c'est la Première guerre des manuels qui agite les communes françaises entre 1882 et 1883. En 1886, la loi Goblet complète le dispositif des lois Ferry en laïcisant le personnel de l'école laïque ; les religieux ont maintenant interdiction d'y enseigner.
L'éviction finale des établissements scolaires tenues par les congrégations — qu'elles soient féminines et aient donc échappé à l'expulsion, ou masculines et s'étant reconstituées après 1880 — sera réalisée par les radicaux avec l'expulsion des congrégations de 1903, faisant suite au régime dérogatoire de la loi de 1901. En 1904, la lutte s'achève avec l'interdiction pure et simple des congrégations enseignantes.